# Cuisine médiévale

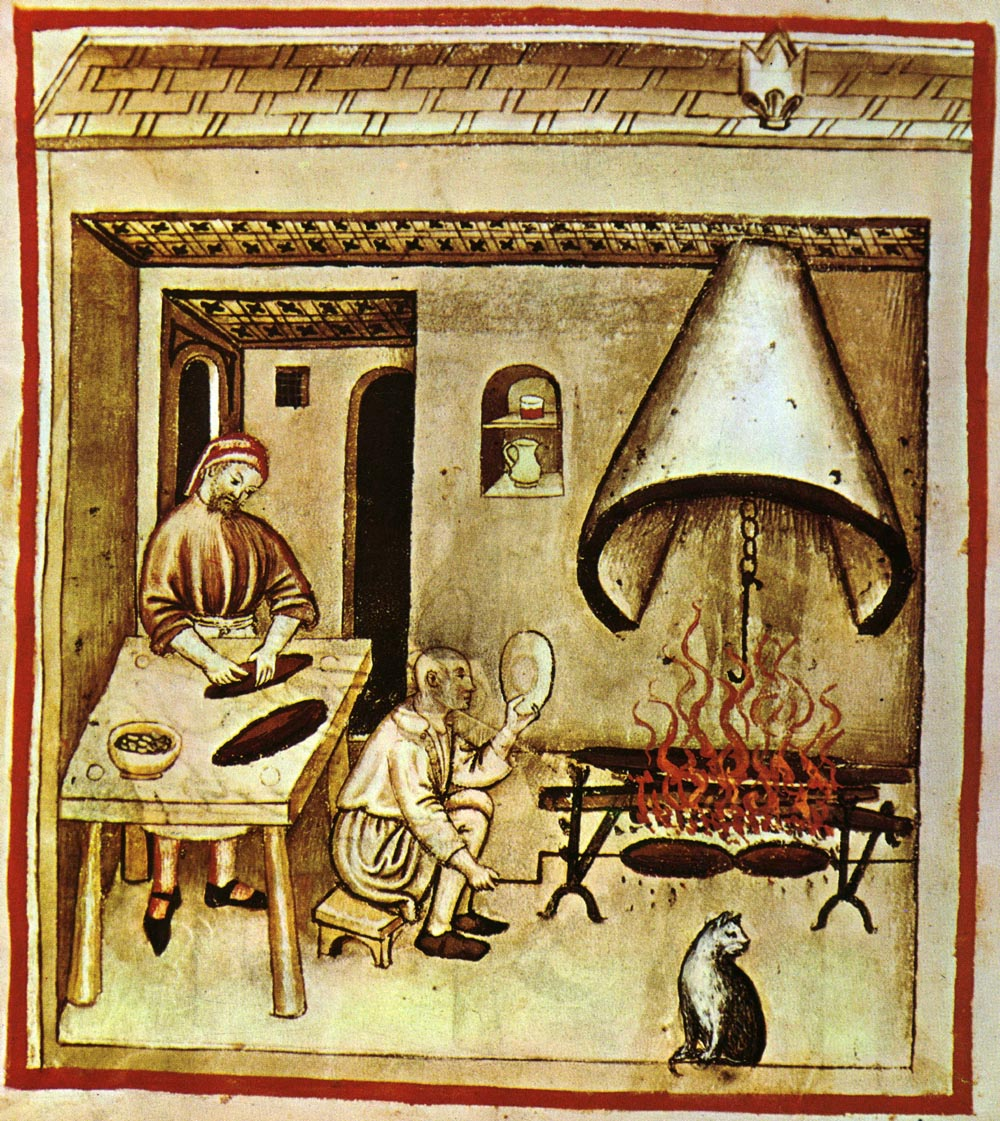
La cheminée joue un rôle essentiel dans la cuisine médiévale. Trois plans de cuisson sont traditionnellement utilisés : celui des chenets avec porte-broche principalement destiné au rôtissage, celui de la crémaillère qui favorise les techniques de cuisson au chaudron telles que le mijotage et le bouillon, celui des poêles et poêlons, pots et marmites posés dans les braises ou au-dessus, sur des trépieds (Tacuinum sanitatis, XIVe siècle).

La cuisine médiévale regroupe les plats, les habitudes alimentaires et les méthodes de cuisson des diverses cultures européennes et méditerranéennes, durant le Moyen Âge, entre le Ve et le XVe siècle. L'histoire de la confection des aliments est associée à celles des métiers de l'hôtellerie et des tavernes depuis l'Empire romain.

## Généralités
Cette période commence par une période de fortes chaleurs (optimum climatique médiéval) qui a pour conséquence l'accroissement de la population mondiale et se termine par des hivers très froids (« petit âge glaciaire ») qui mettent à mal l'agriculture, et fait se déboiser les forêts pour le chauffage ou encore la construction,
 
(ces forêts où par ailleurs se réfugient les indésirables et pillards, font l'objet du droit de coupe et du droit de ramassage variables selon les rois et comtes).
Cette longue période climatique connaît son apogée sous le règne de Louis XIV avec des années comportant 1 ou 2 millions de morts de froid et de faim et n'est en rien une période d'abondance.
Le Moyen Âge en conséquence voit une démographie très oscillante (an mil : 8-10 millions d'habitants dans le territoire de l'actuelle France, an 1300 : 20-22 millions, an 1450 : 10-12 millions).
Il comporte diverses épidémies (dont la peste, qui causa des millions de morts), et que la médecine ne pouvait combattre alors.
Cependant l'Hygiène domestique avec les ablutions religieuses correspondantes autant que la thérapeutique est une préoccupation de médecins dans des villes où existent des étuves
.
L'imprimerie débute en Occident à la fin de cette période ; on y édite des livres importants et une grosse partie de l'édition consiste en « manuels agricoles » concernant les terres.
Si les premiers livres de cuisine fondamentaux de la culture occidentale sont constitués jusqu'au Haut Moyen Âge par les collections de recettes copiées à la main et font partie de la bibliothèque des érudits, ils sont imprimés à partir du Bas Moyen Âge.
Les régimes alimentaires et la préparation des plats répertoriés évoluèrent donc assez lentement au regard de l'époque moderne qui suivit, période où se reconstituent les économies locales, par le repeuplement dans les pays. Ces changements posèrent les bases de la cuisine actuelle européenne et américaine qui y fut importée. Alors que passablement des nourritures sont communes aux hommes et animaux domestiques et font à ce titre partie de l'économie régionale, il est difficile de les localiser-distinguer par les traces écrites comptables. Au point qu'à la fin de la période Moyenâgeuse — comme dans les jardins méditerranéens de l'Antiquité —, les plantes d'agrément des jardins et parcs laïcs et monastiques ont été en fait des plantes culinaires et des arbres à fruits esthétiques.
La géométrie du jardin change, il évolue d'enclos déambulatoire à parc avec allées et parterres comme les jardins Orientaux.
Les plantes « reconstituantes », les légumes, dans ces jardins sont considérées en plus comme des plantes condimentaires et médicinales,
.

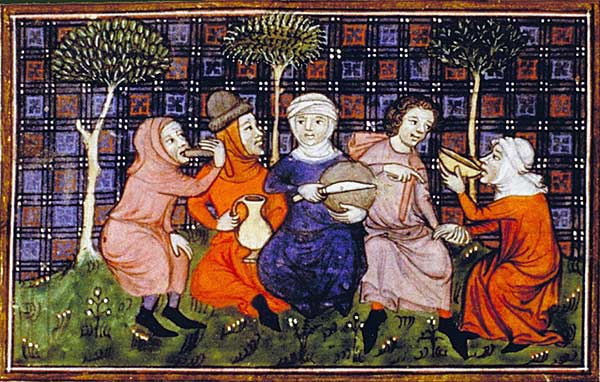
Groupe de voyageurs partageant un repas simple composé de pain et de vin (Livre du roi Modus et de la reine Ratio, XIVe siècle).

Parce que « l'économie européenne fonctionne comme un marché », les céréales, comme le blé, le seigle, l'orge, l'avoine et l'épeautre, étaient les aliments de base les plus importants durant le Moyen Âge. Leur valeur usuelle est telle que le grain peut constituer une rente.
Le riz n'est introduit que tardivement en Europe. La pomme de terre, qui n'arrive qu'en 1536, ne fait pas partie de cette cuisine (et n'est pas consommée à grande échelle avant plusieurs siècles). L'orge, l'avoine 
et le seigle, pour les pauvres, et le blé pour les riches, servent à fabriquer les pains, les bouillies et les pâtes qui sont consommés par toute la population. Les fèves et les légumes sont des suppléments importants au régime essentiellement à base de céréales des plus pauvres.
La viande est plus associée au statut social (nourriture plus prestigieuse) et à sa symbolique religieuse qu'à son coût,
,
. Le porc est l'élevage type dans les monastères, 
la chèvre ainsi que le cheval ont, dans la boucherie, un statut particulier (Charte de Mirepoix (1303)).
Le gibier par interdit de chasse ne se trouve que sur les tables de la noblesse à la fin de l'époque médiévale. Les viandes les plus répandues sont le poulet et les autres volailles, le porc, tandis que le bœuf, qui demande plus d'investissement, est plus présent au Haut Moyen Âge que précédemment, en faisant l'objet d'une sélection pour obtenir des bêtes plus fortes et plus charnues.
La morue et le hareng sont incontournables pour les régions littorales et ils peuvent être transportés vers l'intérieur des terres s'ils sont séchés, fumés ou salés. Une grande variété de poissons de rivière est également consommée (et braconnée).
Les méthodes de conservation des aliments, basées exclusivement sur le séchage, la salaison, le fumage et le saumurage ont constitué la première industrie humaine.
Au Moyen Âge la lenteur des moyens de transport rendent très coûteux le commerce des produits sur de longues distances et les marchandises pondéreuses ordinaires ne peuvent en valoir la peine sur les places de marché, où se font les ventes en dehors des commandes de particuliers. L'alimentation de la noblesse est plus liée aux influences étrangères connues que l'alimentation populaire, la notion sociale de délicatesse s'imposant au fur et à mesure.
Une cuisine raffinée s'écartant du modèle de l'alimentation antique se développe au Moyen Âge tardif sous influence des cuisines méditerranéennes et arabes. Elle devient la norme au sein de la noblesse de toute l'Europe enrichie par le servage qui par ailleurs dispose de plus en plus à un droit de nom (fournisseur de « X »). Les assaisonnements courants de la cuisine médiévale de la noblesse incluaent le verjus, le vin et le vinaigre, en combinaison avec des épices comme le poivre noir, le safran et le gingembre. L'emploi répandu du sucre (qui est une épice venue par la route de la soie par la médecine) 
ou du miel donne un goût aigre-doux à de nombreux plats. Les amandes, particulièrement en tant que lait d'amande, sont très populaires en tant qu'agent épaississant pour les soupes, les ragoûts, les sauces et les carpaccio.

## L'alimentation

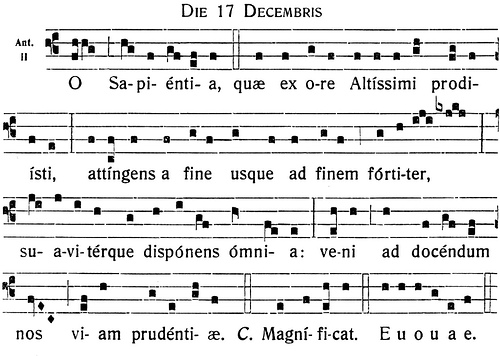
Le « O Sapientia » des liturgies de Noël, l'Avent où on fête la naissance de Jésus. On termine le jeûne en 1380
par ce dont on est friand, par des libations.

La cuisine des cultures du bassin méditerranéen était fondée depuis l'Antiquité sur les céréales, en particulier les nombreuses variétés de blé. La bouillie, le gruau et, par la suite, le pain, devinrent culturellement les aliments de base qui apportaient l'essentiel des calories à la population industrieuse. Du VIIIe au XIe siècle, la proportion des différentes céréales dans le régime alimentaire passa d'environ un tiers aux trois quarts. La dépendance au blé resta significative tout au long du Moyen Âge et se propagea vers le nord avec l'expansion du christianisme. Dans les climats plus froids, le blé était cependant inabordable pour la plus grande partie de la population et était réservé à la noblesse. L'importance du pain dans les rituels religieux comme l'eucharistie lui attribuait un prestige vis-à-vis d'autres aliments. Seuls l'huile d'olive et le vin avaient une valeur comparable mais ils étaient rares en dehors des régions chaudes où la vigne et les oliviers étaient cultivés.
Le rôle symbolique du pain est illustré dans un sermon donné par Augustin d'Hippone :

« Ce pain raconte votre histoire […] Vous avez été amenés sur le champ de battage du Seigneur et avez été battus […] En attendant le catéchisme, vous étiez comme les céréales stockées dans le grenier […] Au font baptismal, vous avez été pétris dans une même pâte. Dans le four du Saint-Esprit, vous avez été cuits dans le véritable pain de Dieu. »

### Influences religieuses

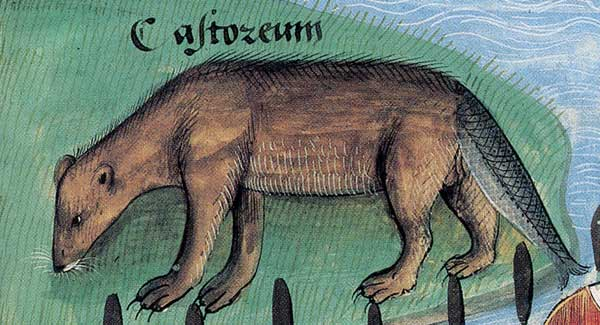
Au Moyen Âge, on considérait que la queue du castor ressemblait à un poisson et qu'elle pouvait donc être mangée les jours de jeûne (Livre des simples médecines, vers 1480).

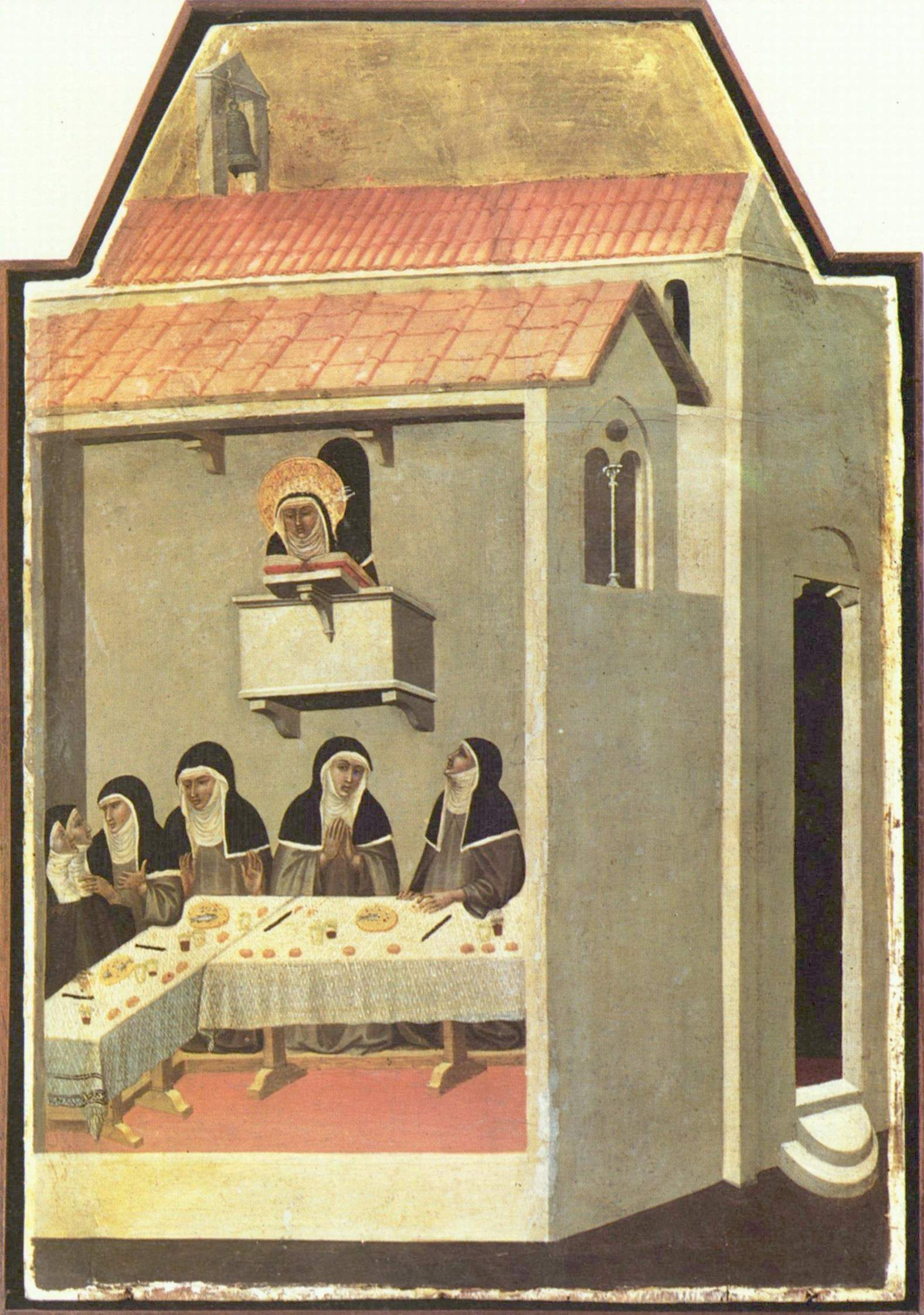
Nonnes dinant en silence, tout en écoutant la lecture de la Bible (Humilité, Pietro Lorenzetti, 1341).

Tout comme le végétarisme bouddhique marque les orientations culinaires en Asie, les Églises catholique et orthodoxe et leurs calendriers avaient une grande influence sur les habitudes alimentaires. Elles décrétaient le carême avec les jeûnes des produits d'origine animale et les festins qui alternaient.

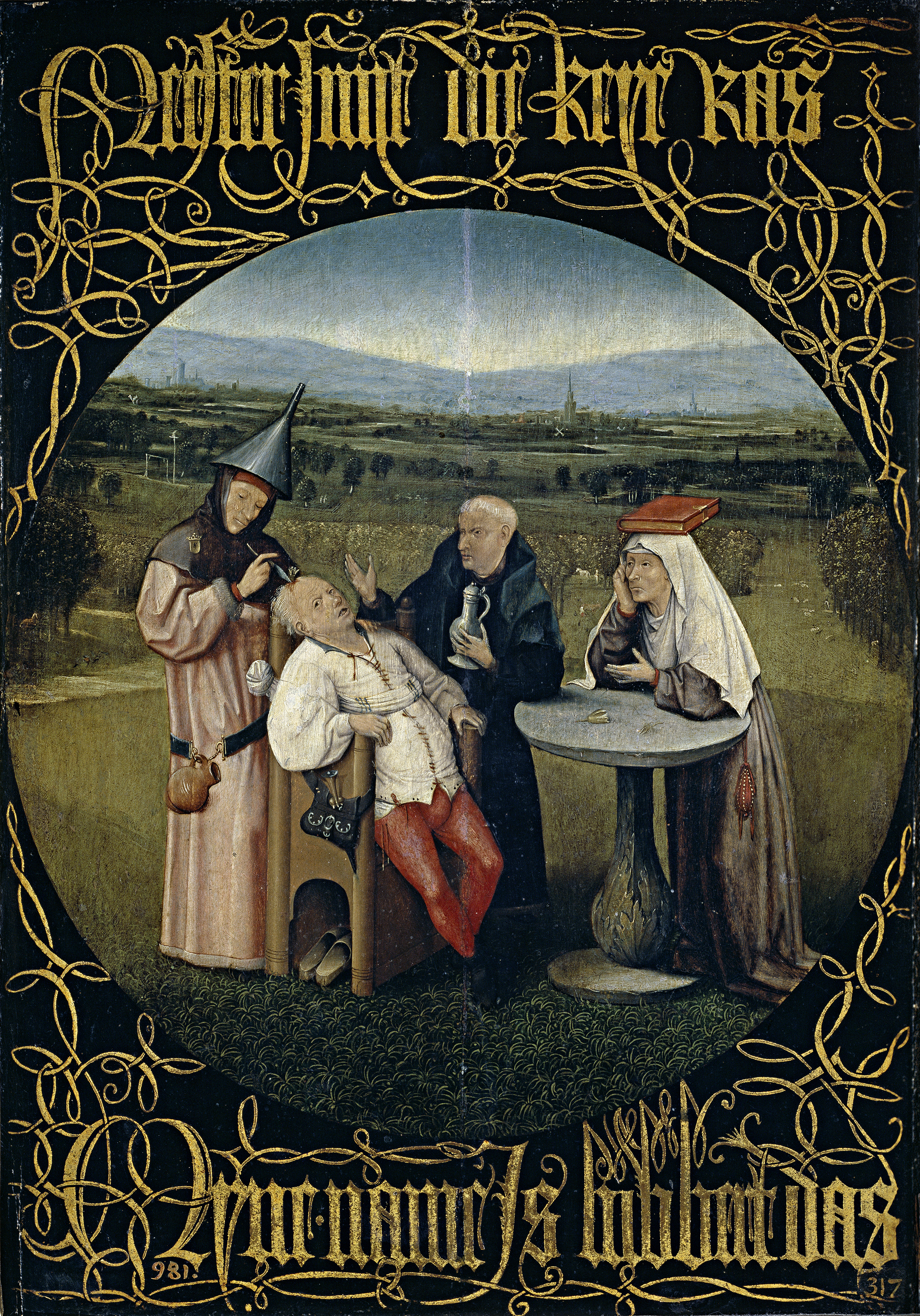
Ce qu'est la réalité du savoir par les deux pouvoirs installés durant le Moyen Âge est montré par cette peinture allégorique de Jérôme Bosch juste avant la Renaissance; Jérôme Bosch se moque de l'ignorance et de la tromperie faites au malade par le décervelage mystique. Titre : L'extraction de la pierre.

Dans une grande partie de l'Europe, certains jours de la semaine et de nombreuses dates du calendrier étaient jeûnées avant de pouvoir recevoir l'eucharistie : ces jeûnes concernaient les heures précédant l'eucharistie chez les chrétiens d'Orient comme ceux de l'Église latine ; il s'agissait d'arriver pour communier avec le ventre totalement vide. La notion d’abstinence est généralement aussi bien sur le plan nutritif que sexuel.

« Saint Isidore dit (Etym. Lib. VI, cap. 18) que le jeûne consiste à épargner la nourriture et à s’abstenir de manger »

— Thomas d'Aquin, Somme théologique, vol. 5, 1852, p. 313
La viande, les produits laitiers, comme le lait ou le fromage et les œufs, étaient interdits mais le poisson était autorisé. Le jeûne était destiné à mortifier le corps, renforcer l'âme et rappeler le sacrifice de Jésus-Christ pour l'humanité. L'intention n'était pas de caractériser certains produits comme étant impurs (contrairement à l'islam et au judaïsme), mais plutôt d'enseigner une leçon spirituelle dans la maîtrise de soi à travers l'abstinence. On évoque également la nécessité de varier l'alimentation carnée des classes supérieures sous un prétexte religieux.
Durant les sévères jours de jeûne, le nombre de repas était également réduit à un. Même si la plupart des personnes respectaient ces restrictions et faisaient pénitence s'ils les violaient, il existait de nombreuses manières de contourner les idéaux par les pratiques  :

La définition du « poisson » était souvent étendue aux animaux marins et semi marins, comme les baleines, les bernaches, les macareux et même les castors. Le choix des ingrédients était peut-être limité mais cela ne signifiait pas que les plats étaient plus petits. Les banquets des jours réservés au poisson pouvaient être splendides et ils étaient des occasions populaires permettant de servir des nourritures donnant l'illusion d'être de la viande, du fromage ou des œufs. Le poisson pouvait être moulé sous la forme de gibier et de faux œufs pouvaient être fabriqués en remplissant des coquilles vides avec des œufs de poisson et du lait d'amande, le tout étant cuit sur des charbons ardents.
Si les membres de l'Église byzantine suivaient une ligne dure et décourageaient tout raffinement culinaire pour le clergé, leurs équivalents occidentaux étaient bien plus tolérants. Les plaintes concernant les rigueurs du jeûne au sein des laïcs étaient nombreuses. Durant le carême, les rois et les étudiants, les roturiers et les nobles, se plaignaient tous du fait d'être privés de viande lors des longues semaines de réflexion solennelle sur leurs péchés. Lors du carême, les propriétaires de bétail étaient même prévenus de faire attention aux chiens affamés, frustrés par le « dur siège du carême et des arêtes de poisson ».
La tendance à partir du XIIIe siècle s'orientait vers une interprétation plus légaliste du jeûne. Les nobles faisaient attention de ne pas manger de viande les jours de jeûne, mais le poisson remplaçait la viande, souvent en imitation du jambon et du lard, et le lait d'amande remplaçait le lait d'origine animale en tant qu'alternative aux produits laitiers. Dans certains cas, la profusion sur les tables des nobles était surpassée par celle des monastères bénédictins, qui offraient jusqu'à seize « services » (plats), lors de certains jours de fête.
Des exceptions au carême étaient fréquentes pour des groupes définis de façon très floue. Thomas d'Aquin (1225-1274) croyait que des dispenses devaient être fournies pour les enfants, les personnes âgées, les pèlerins, les ouvriers et les mendiants, mais pas les pauvres, aussi longtemps qu'ils avaient un quelconque abri. Il existe de nombreux rapports sur des membres de ordres monastiques qui ne respectaient pas les restrictions, en invoquant des interprétations habiles de la Bible. Comme les malades étaient dispensés du jeûne, il y avait la notion que les restrictions du jeûne ne s'appliquaient que dans la principale salle de restauration, et de nombreux membres des ordres mendiants mangeaient simplement leurs repas de jeûne (le pain et l'huile), ailleurs que dans le réfectoire. Certains supérieurs de monastère cherchèrent à résoudre le problème, non pas avec des condamnations morales, mais en s'assurant que des repas sans viande et bien préparés étaient disponibles les jours de jeûne.

### Hiérarchie sociale

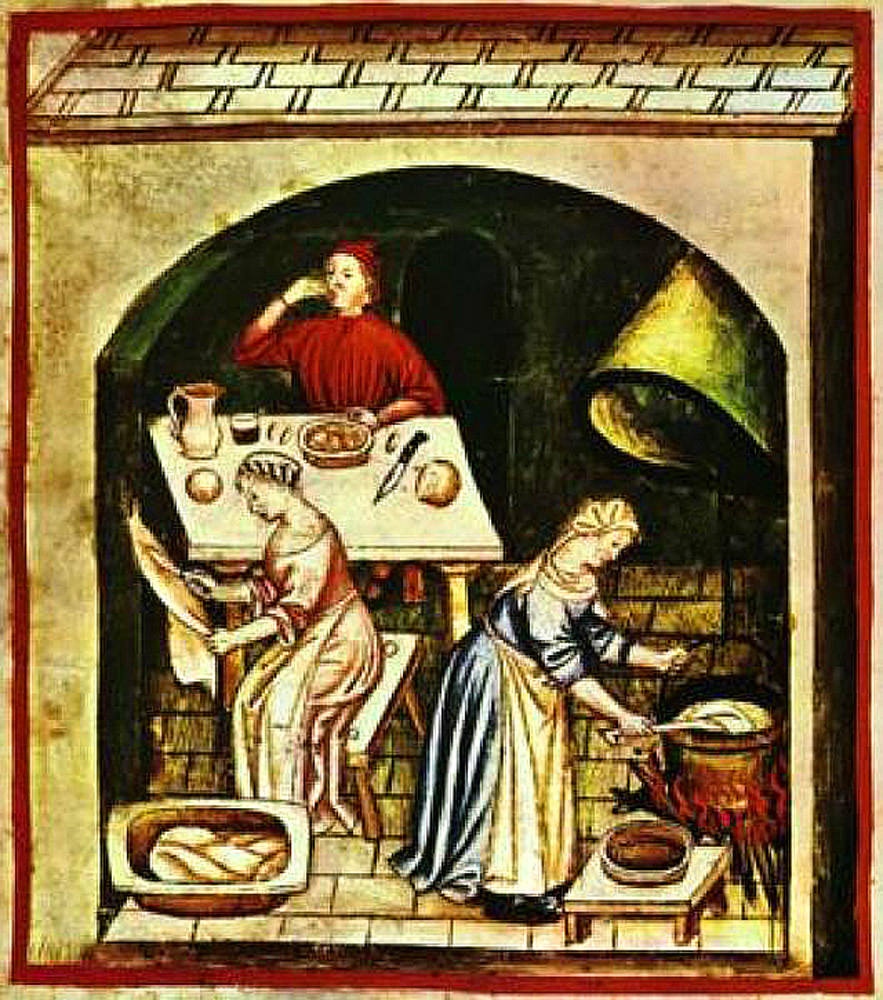
Bourgeois à table dans sa cuisine où les femmes font la lessive.

La société médiévale était fortement stratifiée à l'intérieur de tous les corps sociaux. À une époque où la famine était courante, la hiérarchie sociale était souvent brutalement appliquée, la nourriture et son manque était un marqueur social important qui n'a plus d'équivalent actuel dans la plupart des pays développés.
À la fin du Moyen Âge, la richesse grandissante de la roture marchande et commerciale des grandes villes fit qu'elle adopta les coutumes de l'aristocratie. Et la première forme de bourgeoisie apparut, dans ses zones agricoles nouvellement défrichées et mises en fermage de production céréalière et légumes plus élevage autour des bourgs.
Cette roture de petite ville non exemptée d'impôt (taille) au contraire des grandes villes fut celle opposée socialement aux seigneurs nobles et ecclésiastiques par l'obligation — « parfois plus symbolique coercitive qu'autre chose pour la paysannerie par exemple en Allemagne » — du paiement du droit seigneurial d'une taille parfois « fantaisiste » dans les fiefs. Mais cette roture pouvait aussi être très forte : par exemple en Italie du nord et fondant les premières puissances communales qui peuvent prêter à leur suzerains des fonds importants hors de dimension avec le revenu périodique et contractuellement de se dégager de cette rente suzeraine.
De plus l'aristocratie comprend ainsi la noblesse d'épée et la noblesse de robe selon un principe déjà décliné dans l'Antiquité dans la société médiévale (un phénomène qui se prononce encore plus fort en Angleterre). La réponse se matérialisa de deux manières : des avertissements sur les dangers d'adopter un régime alimentaire inadapté à sa catégorie sociale et l'instauration de lois somptuaires pour réduire la profusion des banquets des roturiers.
Dans les derniers siècles du Moyen Âge, les préceptes alimentaires étaient guidés par la condition sociale. Ceux qui pratiquaient des travaux manuels devaient consommer des aliments lourds et nourrissants qui pouvaient être assimilés par leur estomac supposé grossier tandis que les nobles devaient préférer une nourriture plus légère pour un estomac jugé délicat. Les aliments étaient donc classés de la légèreté à la lourdeur suivant une hiérarchie appelée chaîne de l’être, qui allait du ciel à la terre. Les nobles devaient se nourrir des aliments les plus aériens, les plus proches de Dieu : les oiseaux.

### Diététique

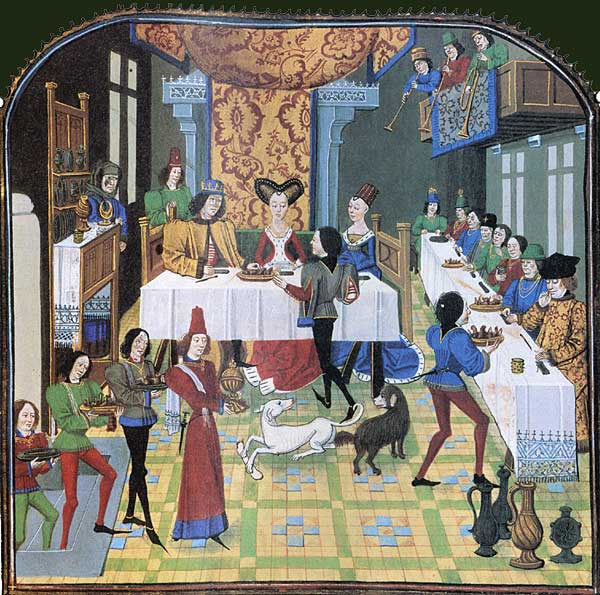
Banquet du XVe siècle.

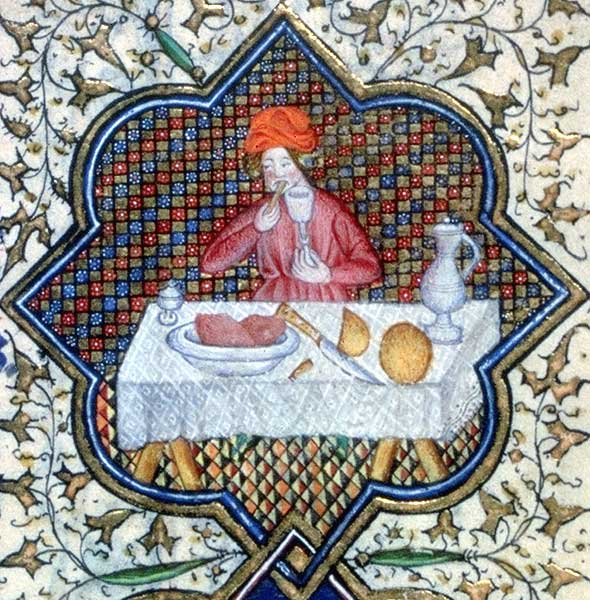
Heures de Marguerite d'Orléans, XVe siècle.

La médecine du Moyen Âge avait une influence considérable sur ce qui était considéré comme sain et nourrissant. Le cadre de vie avec ses dangers de maladie imposait la sûreté (que l'on peut appeler hygiène de vie) qui est une partie du raffinement. Le mode de vie, incluant l'alimentation, l'exercice, le comportement personnel et pour les désordres les antidotes adaptés, était le chemin d'une bonne santé. Et tous les types de nourritures avaient leurs propriétés qui influaient sur la santé d'une personne. Les aliments étaient classés sur des échelles allant de chaud à froid et d'humide à sec, en accord avec la théorie des humeurs proposée par Hippocrate dont Galien se fait le successeur et qui dominèrent la pensée médicale occidentale, de la fin de l'Antiquité jusqu'au XVIIe siècle.
Les médecins médiévaux considéraient que la digestion humaine était un processus semblable à la cuisson. La transformation des aliments dans l'estomac était vue comme la poursuite de la préparation commencée par la cuisson. Pour que la nourriture soit correctement « cuisinée » et que les nutriments soient bien assimilés, il était important que l'estomac soit rempli d'une manière appropriée. Et que plus la consistance des aliments était fine, mieux les nutriments étaient absorbés. Il est à noter que la notion de diététique actuelle qui prône la mastication pour faire saliver leur est étrangère.
Les aliments facilement digérés étaient consommés en premier puis venaient des plats de plus en plus lourds. Si l'ordre n'était pas respecté, on pensait que les nourritures lourdes couleraient au fond de l'estomac, bloqueraient le tube digestif et entraîneraient un ralentissement de la digestion, voire la putréfaction du corps, qui amènerait les mauvaises humeurs dans l'estomac. Il était également d'une importance vitale que les aliments de propriétés différentes ne soient pas mélangés.
Avant un repas, il était préférable d'« ouvrir » l'estomac avec un apéritif (du latin aperire, « ouvrir »), dont il valait mieux qu'il soit de nature chaude et sèche : des confiseries à base d'épices, comme le gingembre, le carvi, l'anis, le fenouil ou le cumin, enrobés de sucre ou de miel. Un repas commençait idéalement avec des fruits facilement digestes comme des pommes. 

Il y avait ensuite des légumes comme de la laitue, du chou, du pourpier, des fruits humides, des viandes « légères », comme du poulet ou de la chèvre avec des potages ou des bouillons. Après cela venaient les viandes « lourdes », comme le porc et le bœuf, de même que des fruits comme les poires et des noix ou des noisettes, considérées comme difficiles à digérer.
De la même manière que l'estomac avait été ouvert, il fallait le « fermer » à la fin du repas, avec l'aide d'un digestif, qui était généralement la fameuse dragée composée de morceaux de sucre épicé — ou pour certains de la pilule de l'apothicaire à base de gomme locale ou à la fin du Moyen Âge de gomme arabique —. Ou encore de l'hypocras, un vin aromatisé aux épices, le tout accompagné de fromage.
La nourriture idéale était celle qui correspondait le plus possible aux humeurs du corps humain, c'est-à-dire modérément chaud et humide. Les aliments devaient être finement découpés, hachés, battus et pressés pour obtenir le mélange de tous les composants. Le vin blanc était considéré comme plus rafraîchissant que le vin rouge, et la même distinction était faite entre le vinaigre blanc et rouge. Le lait était modérément chaud et humide, mais différait suivant les animaux. Les jaunes d'œuf étaient considérés comme chauds et humides, tandis que les blancs étaient froids et humides. Les cuisiniers expérimentés devaient se conformer aux exigences de la médecine des humeurs. Malgré cette limitation des combinaisons, il y avait toujours largement de la place pour l'expression artistique de la cuisine,.

## Deux repas, un repas, pas de repas

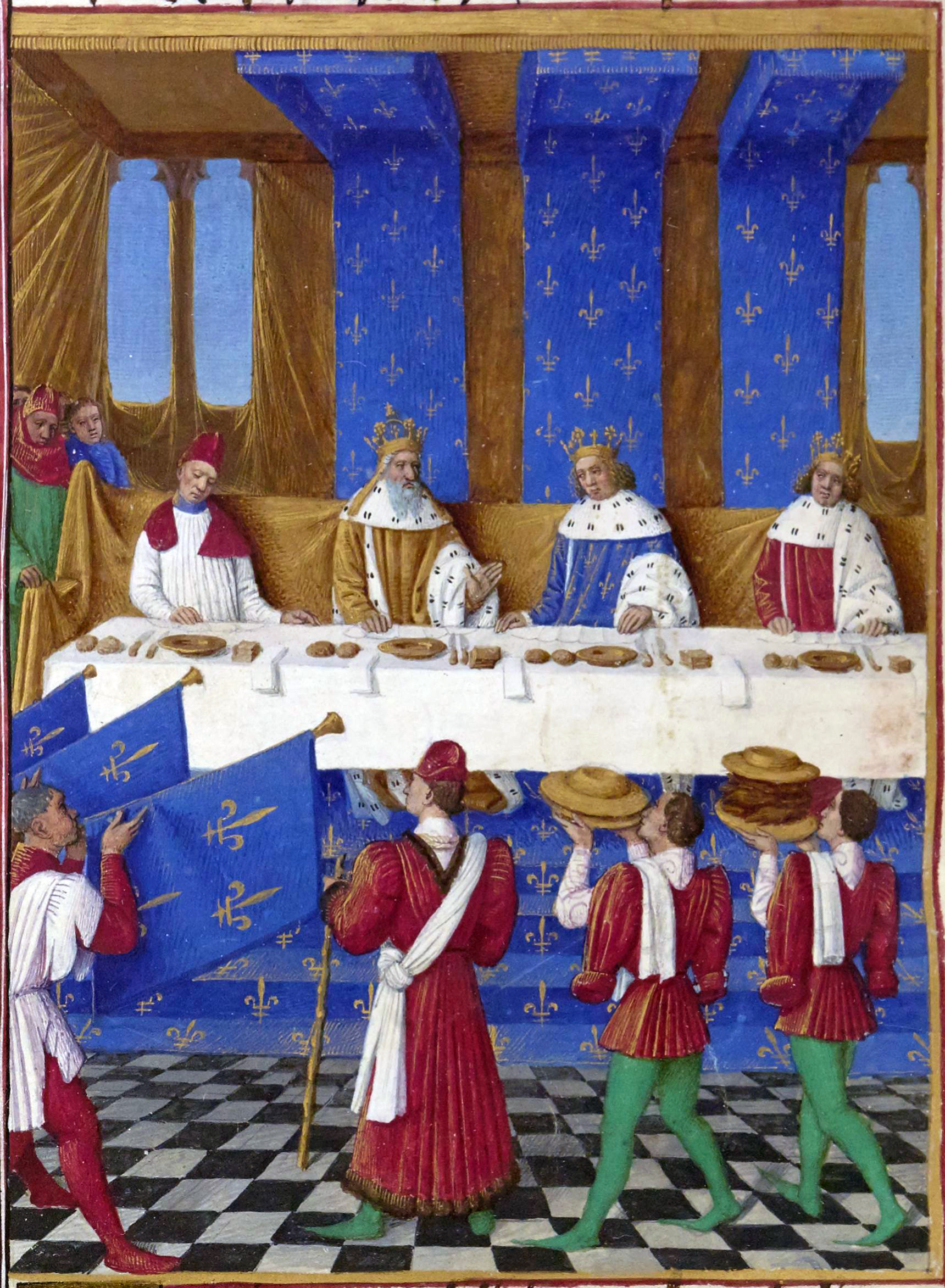
Banquet donné, en 1378, par le roi de France (au centre, en bleu) en l'honneur de Charles IV (à gauche), et de son fils Venceslas. Chaque convive avait deux couteaux, une salière carrée, une serviette, une miche de pain et une assiette (réalisé par Jean Fouquet, 1455-1460).

Si on prend les périodes entre deux carêmes (cf. supra), en Europe, il existait typiquement deux repas par jour, le dîner au milieu de la journée et un souper léger dans la soirée. Le système des deux repas resta en vigueur tout au long du Moyen Âge. Les moralistes désapprouvaient la rupture trop rapide du jeûne le soir et les membres du clergé et de la noblesse l'évitaient. Pour des raisons pratiques, le repas du matin était toujours consommé par les travailleurs et était toléré pour les jeunes enfants, les femmes, les personnes âgées et les malades. Comme l'Église prêchait contre la gourmandise et les autres faiblesses humaines, les hommes tendaient à avoir honte de prendre le petit déjeuner. Les banquets copieux et les reresopers (de l'occitan rèire-sopar, « souper tardif »), avec d'importantes quantités d'alcool étaient considérés comme immoraux. Ces derniers, en particulier, étaient associés avec les jeux d'argent, le langage grossier, l'ivrognerie et les comportements lubriques. Des repas plus légers étaient communs (bien qu'également désapprouvés par l'Église), et les travailleurs recevaient couramment une indemnité de la part de leurs employeurs tenus de les nourrir durant les pauses.

### Étiquette

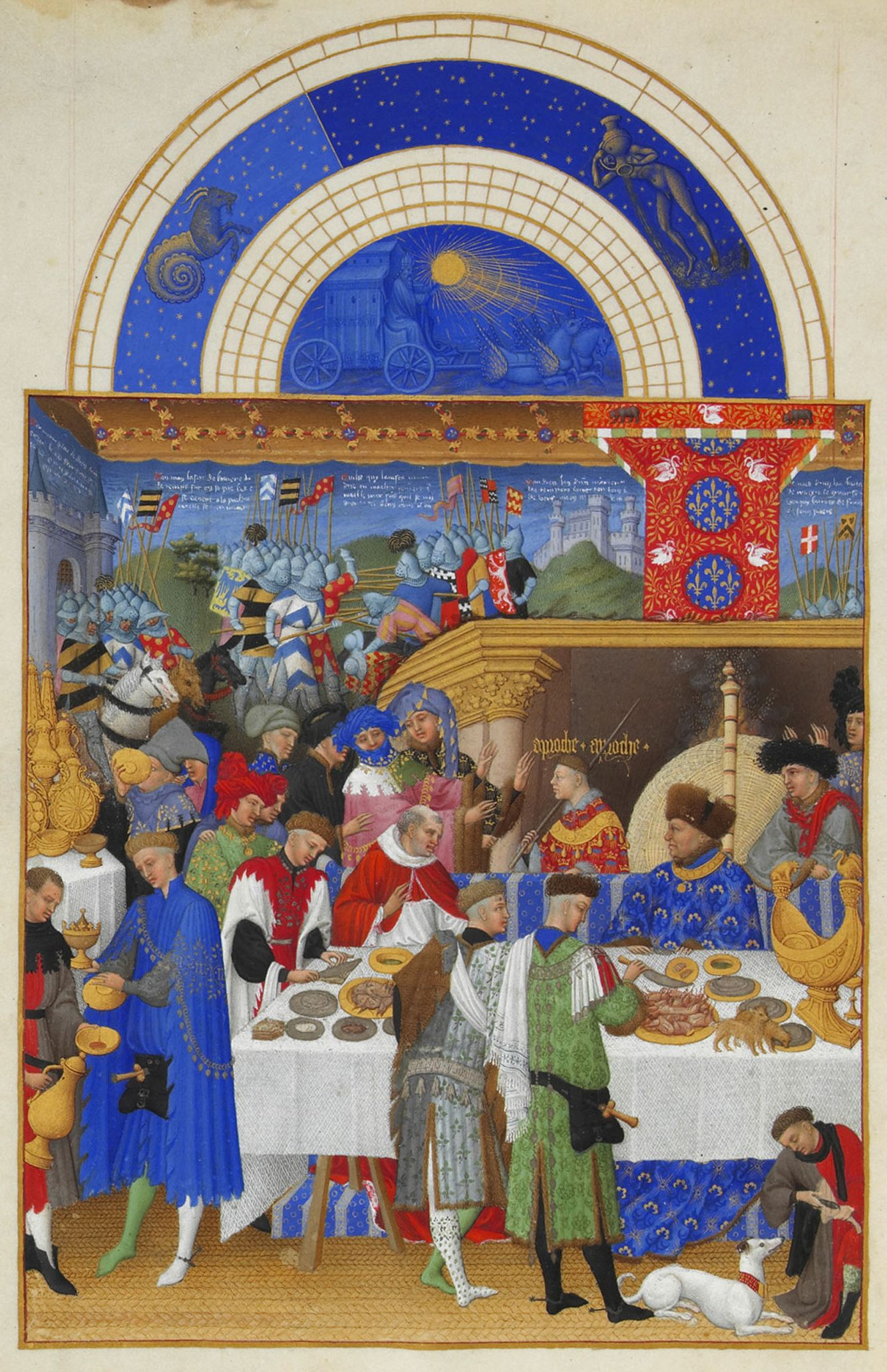
, duc de Berry lors d'un banquet. Le duc se trouve à la haute-table, sous un luxueux baldaquin, en face de la cheminée et est entouré de servants, dont un découpeur de viande. Sur la table à gauche du duc se trouve une ménagère à sel en or, en forme de navire (Les Très Riches Heures du duc de Berry, vers 1410).

Comme pour presque tous les aspects de la vie à l'époque, un repas médiéval était généralement une affaire collective. L'ensemble du foyer, dont les serviteurs, dînaient généralement ensemble. S'échapper furtivement pour rester en privé était considéré comme de l'égoïsme hautain, dans un monde où les personnes dépendaient beaucoup les unes des autres. Au XIIIe siècle, l'évêque anglais Robert Grossetête conseilla à la comtesse de Lincoln d'interdire les « dîners et les soupers en dehors de la grande salle, en secret et dans les salles privées, car cela entraîne le déshonneur du seigneur et de sa dame ». Il recommanda également de surveiller que les servants ne récupéraient pas les restes qu'il valait mieux distribuer sous forme d'aumônes. Vers la fin du Moyen Âge, les riches cherchèrent à échapper à ce strict collectivisme. Quand cela était possible, ils se retiraient avec leurs proches, dans des pièces privées, pour apprécier une plus grande intimité. Être invité dans la chambre du seigneur était un grand honneur et pouvait permettre de récompenser des amis et d'intimider des subordonnés. Cela permettait aux seigneurs de manger des nourritures plus raffinées que celles distribuées au reste du foyer, dans la salle principale. Néanmoins, pour les grandes occasions et les banquets, l'hôte et l'hôtesse dînaient généralement dans la salle principale avec les autres convives. S'il existe des descriptions de l'étiquette à tenir pour les banquets, on sait moins de choses sur les détails des repas quotidiens de l'élite, ou sur les manières des gens simples et des pauvres. Il n'y avait pas de plats extravagants chez les cuisiniers pour la nourriture populaire, mais ceux-ci existent chez les queux et maîtres queux des seigneurs, comme un repas à plusieurs services (c'est-à-dire plats), des épices exotiques, ou un lavage des mains dans de l'eau parfumée lors des repas de tous les jours.

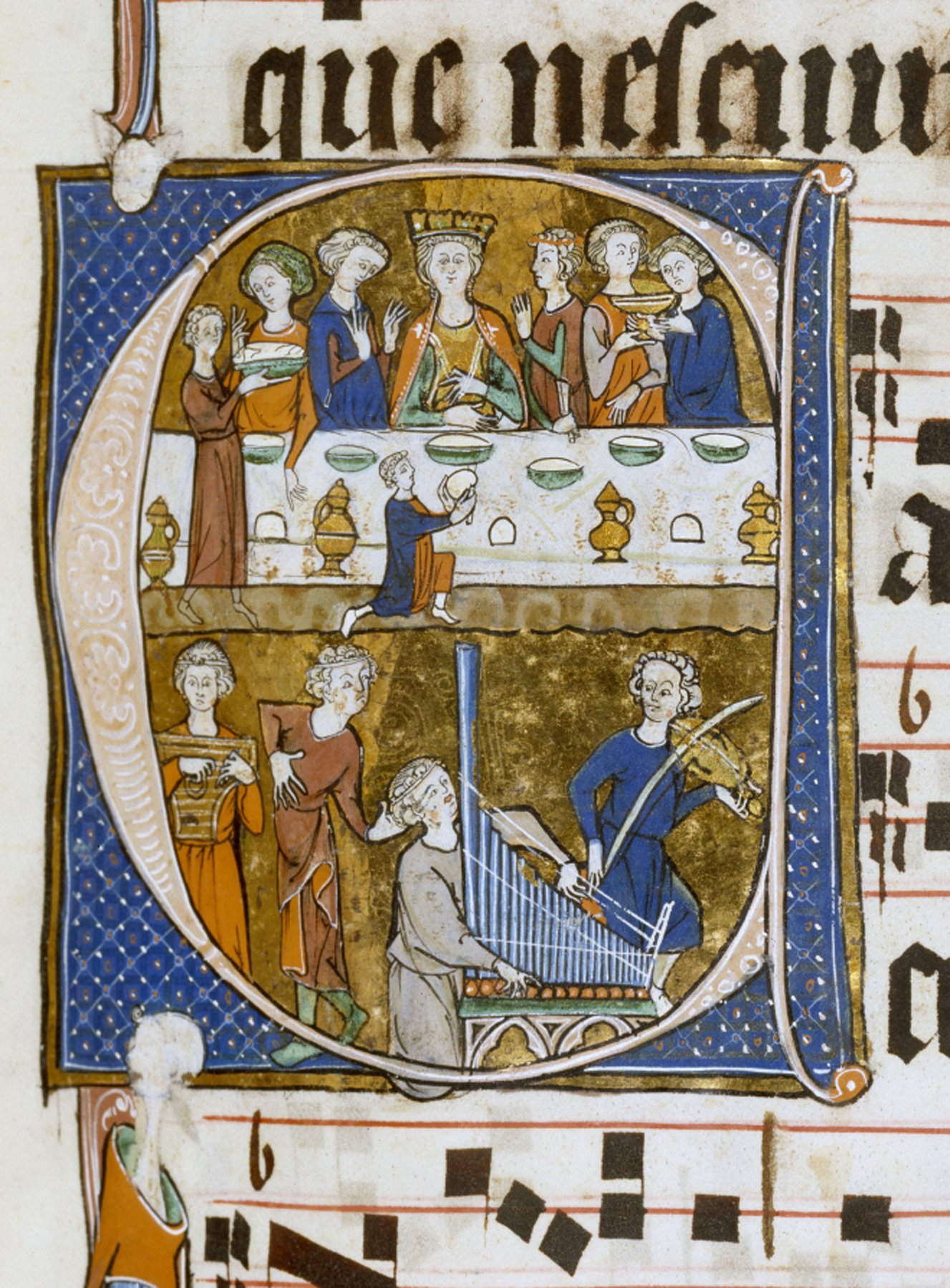
Antiphonaire pour l'abbesse de Sainte-Marie de Beaupré, 1290. Walters Art Museum.

Les choses étaient différentes pour les riches. Comme la propreté était jugée importante, avant le repas et entre les plats, des bols d'eau  étaient offerts aux invités pour qu'ils puissent se laver les mains et s'essuyer à la nappe luxueuse. Les normes sociales rendaient difficile, pour une femme, de maintenir l'idéal de propreté immaculée de soi et de délicatesse en mangeant, et la femme du seigneur dînait souvent dans une autre pièce avec son entourage ou mangeait très peu lors du banquet. Elle revenait généralement à la table après la fin du repas potentiellement salissant. Dans l'ensemble, la cuisine gastronomique était une affaire d'hommes et il était rare que les invités, sauf les plus honorés, viennent avec leurs épouses ou leurs suivantes. La structure hiérarchique de la société était renforcée par l'étiquette par laquelle les rangs inférieurs étaient censés aider les plus élevés, les jeunes devant assister les vieux et les hommes devant épargner aux femmes le risque de tacher leur robe, ou leur réputation, en mangeant d'une manière non féminine (cf. infra manger avec ou sans les doigts, avec les couteaux, avec la cuiller). En cette période de fourberie entre possesseurs de fiefs (chanson de Ganelon), l'échange des gobelets, marque confiance, était courant, même pour les grands banquets, sauf pour ceux se trouvant à la haute-table. De même, rompre le pain ou découper la viande pour l'un des convives était parfaitement conforme à l'étiquette.

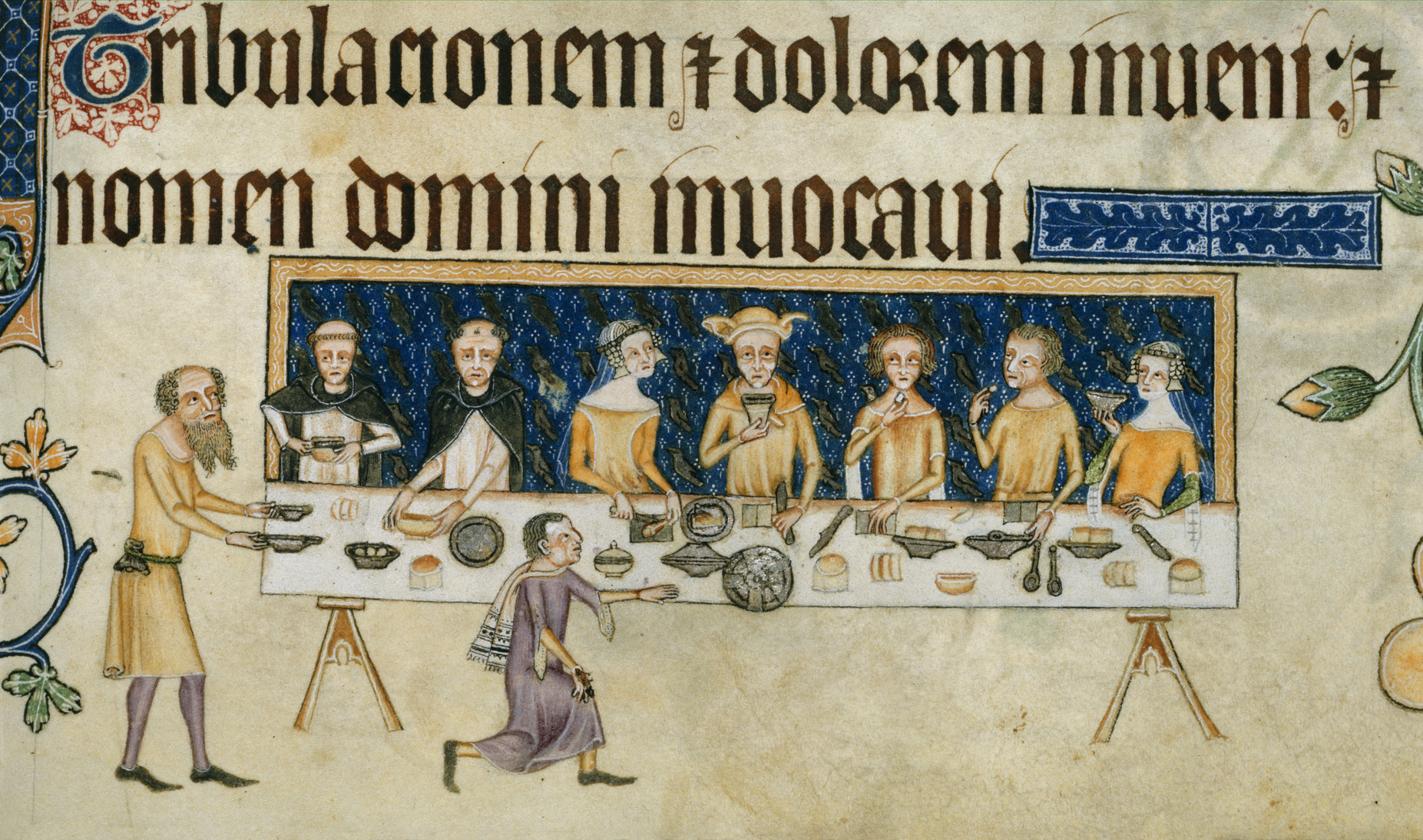
Sir Geoffrey Luttrell à table. Convives de gauche à droite de la table : deux Dominicains, Agnès Sutton épouse de Luttrell, Sir Luttrell, puis deux hommes et une femme. Enluminure tirée du Psautier de Luttrell, réalisé vers 1325-1335. British Library.

La nourriture était généralement présentée sur des plats, dans des marmites, puis partagées dans des écuelles. Pour les légumes en potage, les convives prenaient leur part dans la marmite pour la placer sur une tranche (croûte) de pain rassis (rarement sur un petit tailloir personnel en bois ou métal), avec une cuillère rarement avec leurs mains. Dans les foyers pauvres, il était courant de manger des aliments directement sur la table dans laquelle étaient creusés des écuelles. Les couteaux étaient utilisés à table mais la plupart des invités devaient apporter le leur et seuls les hôtes les plus favorisés recevaient un couteau personnel. Un couteau était en effet habituellement partagé avec au moins un convive, sauf si l'on avait un rang important, ou si l'on était proche de l'hôte. Les fourchettes servaient pour faire la cuisine, pour manger n'étaient pas très répandues avant le début de l'époque moderne, et leur usage était initialement limité à l'Italie et même dans cette région, il faudra attendre le XIVe siècle pour que l'ustensile ne devienne courant dans toutes les catégories sociales.
L'évolution des habitudes peut être illustrée par les réactions aux manières de la princesse byzantine Maria Argyropoulina au début du XIe siècle, épouse du fils du Doge de Venise Pietro II Orseolo, que Pierre Damien accusait (une cinquantaine d'années après sa mort) de se servir d'une fourchette en or à deux dents pour manger sa nourriture coupée en morceau par ses eunuques, manières qu'il jugeait dépravées.

## Préparation de la nourriture

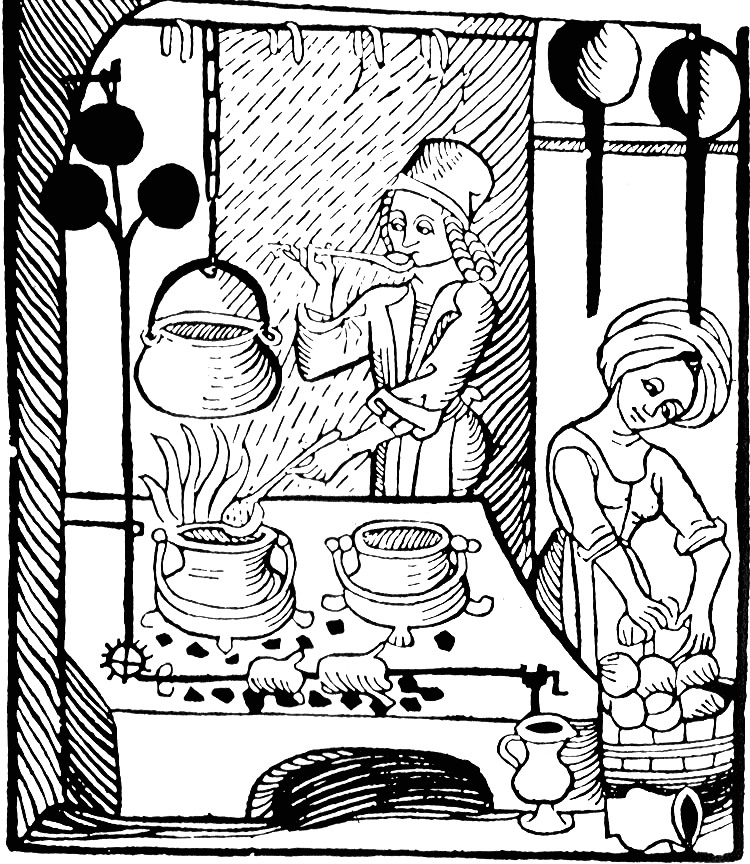
Un cuisinier devant un four à potages, avec sa louche caractéristique (xylographie tirée du Kuchenmaistrey, le premier livre de cuisine imprimé en allemand, 1485).

Des fours à bois existaient mais ils étaient très coûteux à construire et ils n'étaient utilisés que dans les grands châteaux et dans les boulangeries. Il était courant pour une commune d'avoir la propriété partagée d'un four banal, pour s'assurer que la cuisson du pain soit une affaire commune, plutôt que privée. Il existait également des fours portables destinés à être remplis de nourriture, puis ensevelis sous les charbons ardents ; certains étaient même installés sur des chariots, et permettaient de vendre des tourtes dans les rues des villes médiévales. Les cuisines de châteaux disposaient également de fours à potages. La cuisson directe au feu de cheminée (cuisson dans l'âtre ou sur les braises) reste cependant prédominante jusqu'au XVIIIe siècle qui voit le développement des poêles. La cuisson s'effectuait généralement dans de simples pots et marmites, car c'était le moyen le plus efficace d'utiliser le bois de chauffage, et cela permettait d'éviter la perte des précieux jus de cuisson. Par conséquent, les plats les plus courants étaient les ragoûts et les potages. Dans l'ensemble, la plupart des preuves montrent que les plats médiévaux avaient une assez forte teneur en graisse, du moins quand celle-ci était disponible. Cela n'était pas considéré comme un problème à une époque où le travail était éprouvant, les famines régulières et où l'embonpoint était synonyme de richesse ; seuls les pauvres, les malades et les ascètes étaient minces.
La flaveur du sucré-salé est existante dans la nourriture dès avant le Moyen Âge, elle est celle de la nourriture de luxe par le coût du sucre — et du sel — à cette époque. Les fruits étaient facilement combinés à la viande dans le monde anglo-saxon, au poisson et aux œufs. La « tarte de brymlent », une tourte de poisson dont la recette est tirée du livre The Forme of Cury, comprenait un mélange de figues, de raisins secs, de pommes et de poires, avec du poisson (saumon, morue ou aiglefin) et des prunes dénoyautées sous la croûte. Il était important que le plat soit en accord avec la médecine (voir supra diététique). Cela signifiait que la nourriture devait être préparée en associant certains ingrédients comme des condiments ou des épices. Le poisson était considéré comme froid et humide et il était donc préférable de le cuire d'une manière qui le réchaufferait et le dessécherait, comme en le faisant frire ou en le cuisant au four et en l'assaisonnant d'épices chaudes et sèches. Le bœuf était chaud et sec et devait donc être bouilli. Le porc était chaud et humide et était donc toujours rôti. Dans certains livres de recettes, des ingrédients étaient associés suivant les humeurs, indépendamment de leur saveur. Dans une recette de tourte au coing, le chou était présenté comme un remplaçant équivalent et, dans une autre tourte, on pouvait utiliser des poires, plutôt que des navets.
La tourte à pâte brisée n'apparut pas avant le XVe siècle et avant cette date, la pâte était essentiellement utilisée comme un récipient pour la cuisson. Les livres de recette existants montrent que la gastronomie de la fin du Moyen Âge s'était considérablement développée. De nouvelles techniques, comme la tourte à pâte fine et l'éclaircissement de la gelée avec les blancs d'œuf, commencèrent à apparaître à la fin du XIVe siècle, et les recettes commençaient à inclure des instructions détaillés plutôt que d'être de simples aide-mémoires pour les cuisiniers déjà expérimentés.

### Le lieu où on cuisine au Moyen Âge

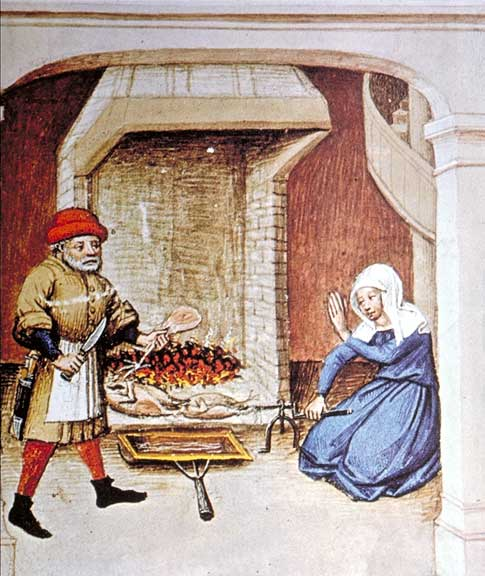
Volaille cuite à la broche. On peut voir un petit plateau pour récupérer les jus de cuisson qui seront utilisés pour faire des sauces ou arroser la viande (Décaméron, Flandres, 1432).

Dans la plupart des foyers, la cuisson était réalisée dans un âtre, au milieu de la principale pièce à vivre, pour pouvoir exploiter la chaleur. Cela était la disposition la plus courante durant tout le Moyen Âge, même dans les foyers aisés, où la cuisine était combinée avec la salle de réception. Vers la fin du Moyen Âge, une cuisine séparée commença à apparaître. La première étape fut de déplacer les cheminées vers les murs de la pièce principale puis de construire une aile ou un bâtiment séparé abritant la cuisine. Celle-ci était souvent détachée du bâtiment principal par une allée couverte pour que la fumée, les odeurs et les bruits de la cuisine ne dérangent pas les invités, ainsi que pour réduire les risques d'incendie.
Il existait de nombreuses variations basiques des ustensiles utilisés aujourd'hui, comme des poêles, des cocottes, des bouilloires et des gaufriers, même si la plupart d'entre eux étaient trop coûteux pour les foyers pauvres. On trouvait également des outils plus spécifiques pour cuisiner au-dessus d'un feu comme des rôtissoires de tailles différentes et des matériels pour embrocher des animaux, allant de la caille au bœuf. Il y avait également des chèvres avec des crochets ajustables pour retirer rapidement les marmites et les chaudrons du feu et éviter de carboniser ou de brûler les aliments. Les récipients étaient généralement suspendus juste au-dessus du feu ou installés dans les braises. Le cuisinier pouvait s'aider de divers couteaux, de cuillères, de louches et de râpes.
Dans les foyers aisés, les outils les plus courants étaient le mortier et son pilon et le tamis en tissu, car les recettes médiévales insistaient sur le fait que la nourriture devait être finement découpée, hachée, battue, pressée et assaisonnée, avant ou après la cuisson. Cela était basé sur la croyance médicale (voir supra) que, plus la consistance des aliments était fine, mieux les nutriments étaient absorbés. Ainsi, la farine finement moulue était coûteuse et les roturiers devaient se contenter d'un pain complet et grossier. Une procédure typique était de dépecer un gibier, de broyer la viande et la mélanger avec d'autres ingrédients avant de la remettre dans la peau d'origine.
Les cuisiniers (queux) des cours royales étaient parfois des centaines tous commandés par un maître queux selon leur fonction. La tenue endossée était l'habit décidé par la corporation. Il existait de nombreuses professions en corporation, boucher, boulanger, bouteiller, saucier, garçon d'honneur, majordome et d'innombrables domestiques. Tandis qu'un paysan devait se contenter du bois récupéré dans les forêts alentour, les grandes cuisines des cours devaient gérer la logistique de réaliser au moins deux repas par jour, pour plusieurs centaines de personnes. Le livre Du fait de cuisine, écrit en 1420, par Maistre Chiquart, chef d'Amédée VIII de Savoie — en partie pour rivaliser avec la cour de Bourgogne —, donne des instructions pour préparer un banquet de deux jours,. Chiquart recommandait que le chef cuisinier ait au moins mille charretées de « bon bois sec » et un large entrepôt de charbon (de bois).

### Préservation
À part la confiture avec le sucre très onéreux au XIVe siècle en Italie et un siècle plus tard en France qui suit les Anglais, les techniques de conservation des aliments étaient sensiblement les mêmes que celles utilisées depuis l'Antiquité, et elles évoluèrent peu, jusqu'à l'invention de la conserve au début du XIXe siècle. La méthode la plus courante et la plus simple était d'exposer les aliments à la chaleur ou au vent pour en retirer l'humidité et accroître leur durabilité. Le séchage de la nourriture réduisait considérablement l'activité des micro-organismes dépendants de l'eau, qui entraînaient la décomposition. Dans les climats chauds, cela était réalisé en faisant sécher les produits alimentaires au soleil et dans les climats froids, ils étaient exposés au vent (comme le stockfisch) ou dans des fours, des caves, des greniers et, parfois même, dans les pièces à vivre. Soumettre la nourriture à différents processus chimiques (comme le fumage, la salaison, le saumurage ou la fermentation) allongeait également sa durée de vie.
La plupart de ces méthodes avaient l'avantage d'un temps de préparation assez court et permettaient d'introduire de nouvelles saveurs. Le fumage ou la salaison de la viande du bétail abattu à l'automne était une stratégie courante, permettant d'éviter de nourrir des animaux durant les mois d'hiver. Le beurre avait tendance à être fortement salé (5-10 %), pour éviter qu'il ne rancisse. Les légumes, les œufs et le poisson étaient souvent mis à mariner dans des jarres avec des liquides acides (jus de citron, verjus et vinaigre). Une autre méthode était de créer une protection autour de la nourriture en la cuisant dans du sucre, du miel ou du gras. Les modifications microbiennes étaient également utilisées et on transformait les céréales, les fruits et les raisins en boissons alcooliques, tuant ainsi les bactéries ; le lait était fermenté et fumé, sous forme de fromage ou de babeurre.
La conservation des aliments était un enjeu crucial pour les voyageurs ou les marins qui devaient apporter de la nourriture pour de longs voyages. À titre d’exemple, les marins de l’Antoine naviguèrent en 1458 pendant six mois de Hull à Bordeaux, ils emportèrent avec eux des biscuits de mer, de la farine, dix barils de viande et treize barils de poisson sous sel. Cependant, le problème majeur était le manque de fruits et légumes et donc le scorbut.

### Cuisine professionnelle populaire

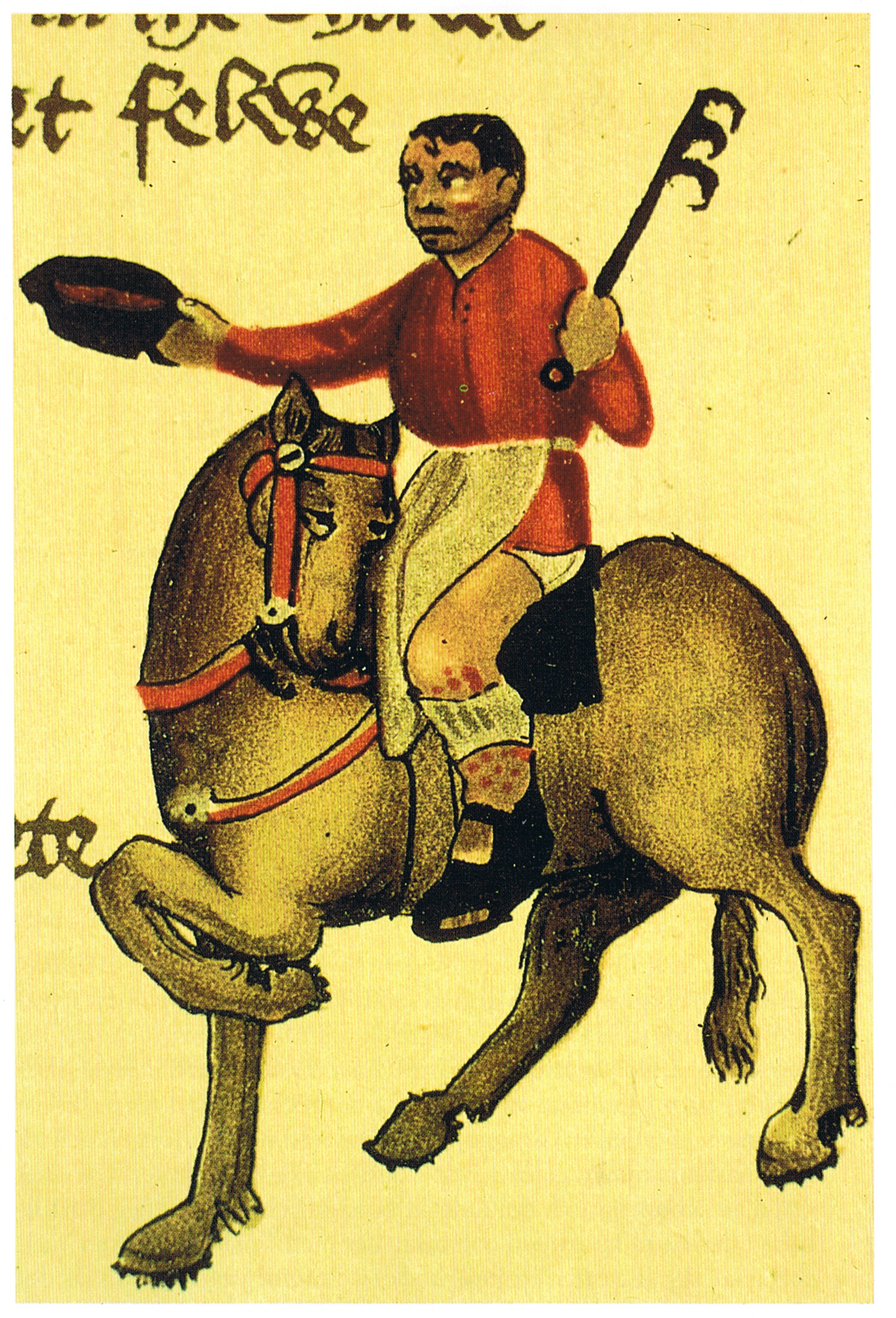
Le douteux cuisinier des Contes de Canterbury, de Geoffrey Chaucer. Remarquez le long crochet à viande dans sa main gauche, l'un des ustensiles les plus utilisés par les cuisiniers, durant le Moyen Âge (manuscrit Ellesmere, vers 1410).

Avant l'industrialisation, la majorité de la population européenne vivait dans des communautés rurales ou dans des fermes isolées. La norme était l'autosuffisance, avec la vente des surplus dans les marchés. Les grandes villes faisaient exception et reposaient sur l'arrière-pays pour leur approvisionnement en nourriture et en combustible, de la même façon que la « cuisine raffinée » des seigneurs. La plupart des habitants des villes ne disposaient généralement pas d'une cuisine, ou même d'une cheminée, et n'avaient pas les équipements nécessaires pour cuisiner. Il existait donc de nombreux établissements qui pouvaient vendre des plats chauds tout prêts, une forme primitive de restauration rapide, ou préparer des plats avec les ingrédients apportés par les clients. Les voyageurs, comme les pèlerins en route vers un lieu de dévotion, pouvaient faire appel à un chef cuisinier professionnel pour ne pas avoir à transporter leurs provisions. Pour les plus nantis, il existait de nombreux spécialistes pouvant fournir diverses nourritures ou condiments comme un fromager, un boulanger, un saucier ou un oublieur. Les habitants aisés possédant les moyens nécessaires pour cuisiner chez eux pouvaient engager des professionnels dans le cas d'occasions spéciales, lorsque leurs employés ne pouvaient assumer la logistique d'un banquet important.
Les échoppes urbaines s'adressant aux ouvriers et aux pauvres étaient considérées comme des lieux peu recommandables par les plus riches et les cuisiniers professionnels avaient une mauvaise réputation. Hodge de Ware, le cuisinier des Contes de Canterbury, de Geoffrey Chaucer, est décrit comme un vendeur louche de nourritures dégoutantes, et le cardinal français Jacques de Vitry réalisait des sermons au début du XIIIe siècle, qualifiant la vente de viandes cuites comme un véritable danger sanitaire. Si les services d'un cuisinier étaient parfois reconnus et appréciés, ils étaient souvent dénigrés, car ils participaient à la satisfaction des plus bas besoins de l'homme, plutôt qu'à son élévation spirituelle. Le stéréotype du cuisinier dans les arts et la littérature était généralement un homme colérique, enclin à l'alcoolisme et défendant le contenu de sa marmite contre les hommes et les animaux. Au début du XVe siècle, le moine anglais John Lydgate exprima les croyances de ses contemporains en proclamant que « le feu et la fumée ont énervé plus d'un cuisinier » (Hoot ffir [fire] and smoke makith many an angry cook).

## Céréales

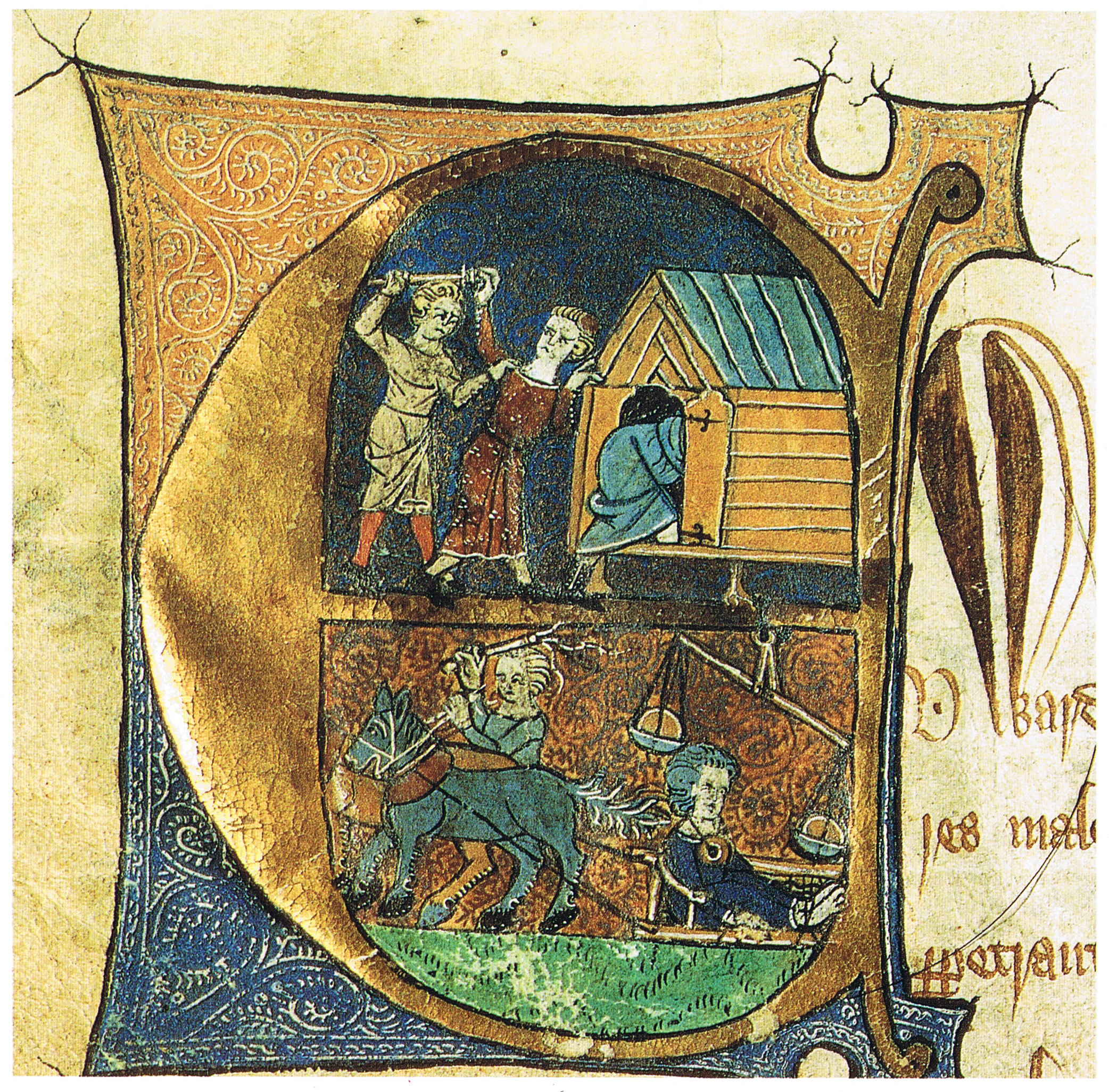
Un boulanger, pris en train de tromper un client, est attaché à un traineau et tiré dans les rues avec son pain accroché autour du cou.

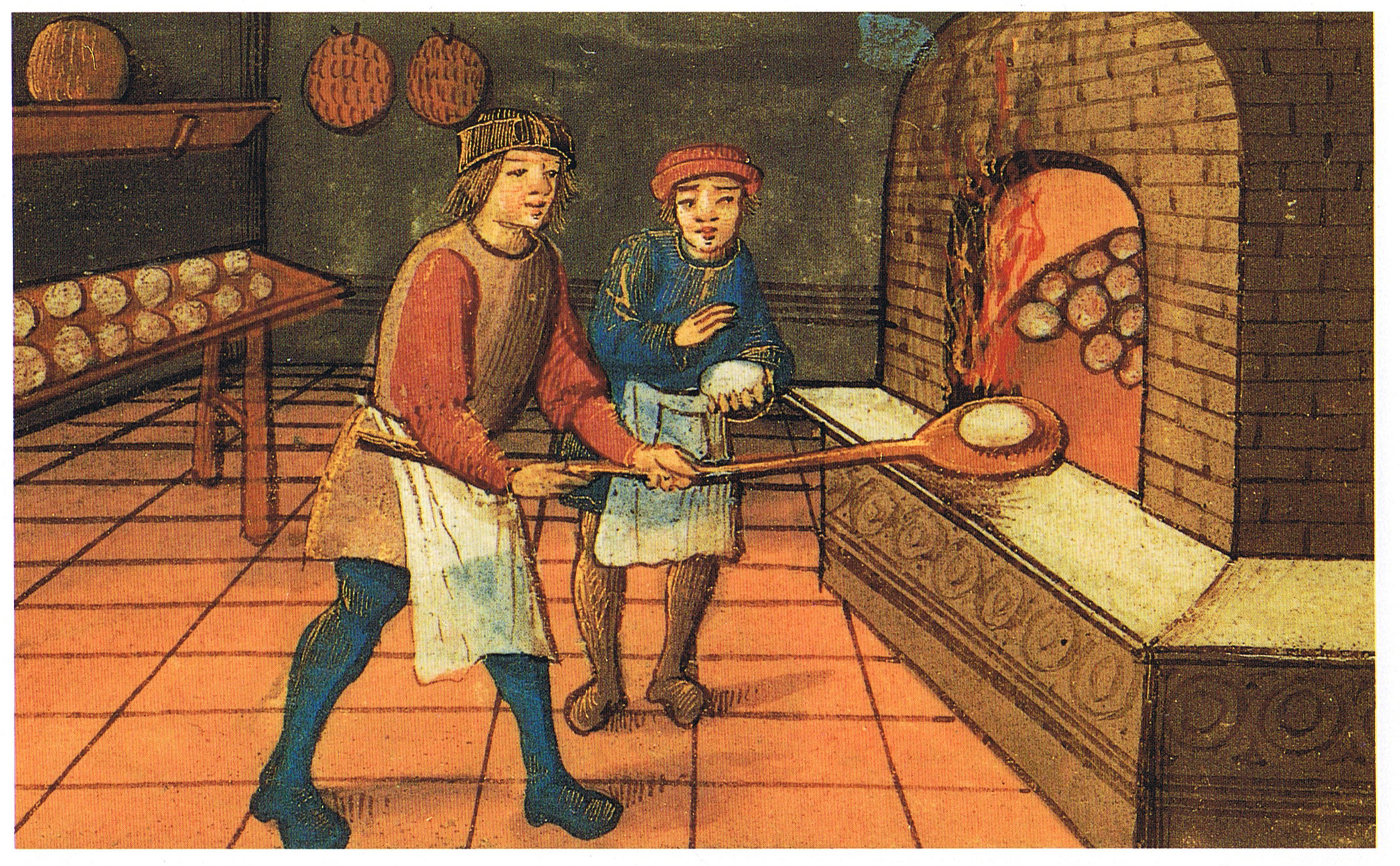
Un boulanger avec son mitron ; les miches rondes de l'illustration étaient les plus courantes.

La période allant du Ve au XIVe siècle s'accompagne d'un important changement dans le régime alimentaire des Européens. L'agriculture intensive sur des surfaces toujours plus importantes entraina le passage d'une alimentation basée sur les produits d'origine animale, (viande et produits laitiers), à un régime centré sur la consommation de céréales. Ce phénomène fut accentué, à partir du IXe siècle par l'accroissement du pouvoir des élites et des religieux qui prélevaient une partie de la production de viande et de vin, jusqu'à l'augmenter par les règlements interdisant aux roturiers le prélèvement d'animaux dans leur domaine.
Avant le XIVe siècle, le pain était peu consommé par les pauvres, en particulier dans le nord où le blé était plus rare. Il devint plus commun durant le XVe siècle et il commença à remplacer les repas centrés sur la bouillie au sud et au nord. Le pain au levain était plus courant dans les régions de culture du blé, au sud, tandis que le pain non levé à base d'orge, d'avoine ou de seigle, était plus consommé au nord ou dans les régions montagneuses ; ce dernier type de pain était également utilisé comme provision pour les soldats.
Jusqu'au Xe siècle la principale céréale panifiable en Europe était le grand épeautre ; cependant, son usage déclina car il était trop long à décortiquer par rapport aux autres céréales. Les céréales les plus courantes étaient l'orge, le seigle, le sarrasin le millet ou l'avoine. Le riz resta un produit d'importation coûteux durant presque tout le Moyen Âge et sa culture ne commença dans le nord de l'Italie que vers la fin de cette période. Le blé était commun dans toute l'Europe et était considéré comme la plus nourrissante des céréales, mais il était plus prestigieux, et donc plus cher. À une époque où les pénuries ou les famines étaient récurrentes, les céréales pouvaient être complétées par des substituts moins coûteux et moins demandés, comme les châtaignes, les glands, des légumineuses ou une grande variété de végétaux qui ne sont pas considérés comme des « mauvaises herbes » de différentes valeurs nutritives.
L'un des constituants les plus courants d'un repas médiéval, que ce soit lors d'un banquet, ou comme casse-croute, était la miche de pain associée avec un liquide comme du vin, du potage, un bouillon, ou une sauce, dans lequel elle était trempée. On trouvait également souvent une épaisse bouillie dans un bouillon de viande et assaisonné d'épices. Elles étaient réalisées avec tous les types de céréales et pouvaient être servies en tant que plat final (au sens de la cuisine moderne un dessert), ou comme repas pour les malades, s'ils étaient mélangés avec du lait (ou du lait d'amande) et sucrés (miel).
L'importance du pain dans l'alimentation quotidienne faisait que les boulangers jouaient un rôle crucial dans la communauté médiévale. Au XIVe siècle, la consommation de pain était élevée dans la plus grande partie de l'Europe occidentale. Les estimations de la consommation de pain réalisées dans plusieurs régions sont similaires, environ 1 à 1,5 kg par personne et par jour. Les boulangers furent parmi les premiers à s'organiser sous forme de corporation et des règlements furent adoptés pour maintenir les prix stables. L'Assize of Bread and Ale (Statut du pain et de la bière) de 1266, en Angleterre, comprenait des tableaux précis dans lesquels la taille, le poids et le prix d'une miche de pain étaient régulés suivant le prix des céréales. La marge des boulangers stipulée dans les tableaux fut par la suite augmentée, grâce aux pressions de la London Baker's Company, qui fit inclure le coût du bois de chauffage, du sel et même celui de la boulangerie et du chien du boulanger. Comme le pain était central dans le régime alimentaire médiéval, les escroqueries réalisées par ceux à qui on faisait confiance pour approvisionner la communauté étaient des infractions graves. Les boulangers qui trichaient sur les poids ou dénaturaient la pâte avec des ingrédients moins coûteux pouvaient être condamnés à de lourdes peines. À une époque où savoir lire et écrire n'existait pas, pour la population qui amenait la farine et/ou le bois au boulanger en contrepartie négociée du pain, l'usage en France était pour chaque personne de prendre une planchette de bois, la couper en 2 parties et tailler une encoche par pain livré, chacun gardait sa moitié de planchette.

### Le pain et le pâté
La farine blanche finement broyée, telle qu'on la connaît aujourd'hui, était réservée pour le pain des plus riches. Au fur et à mesure que l'on descendait dans la hiérarchie sociale, le pain devenait plus grossier, plus sombre et la proportion de son augmentait.
Les tourtes (ou fouace ou fouée) étaient farcies avec de la viande, des œufs, des légumes et des fruits. Elles étaient disponibles dans toute l'Europe car la pâte et garnitures étaient des recettes adaptées. La notion de pâté est celle de pot de cuisson en pâte brisée mis en casserole assez haute et cuit en mijotant sur un fourneau. Son contenu est mangé froid. Cette croûte est récupérée pour une nouvelle cuisson.
Les petits pâtés sont des plats de pauvre et la croûte est mangée. De même dans cette « pastiserie » les chaussons, les beignets, les beignes et les pâtisseries similaires. Vers la fin du Moyen Âge, les biscuits et en particulier les oublies, mangés comme dessert, étaient devenus des nourritures de prestige et étaient disponibles dans de nombreuses variétés.

## Légumes et fruits

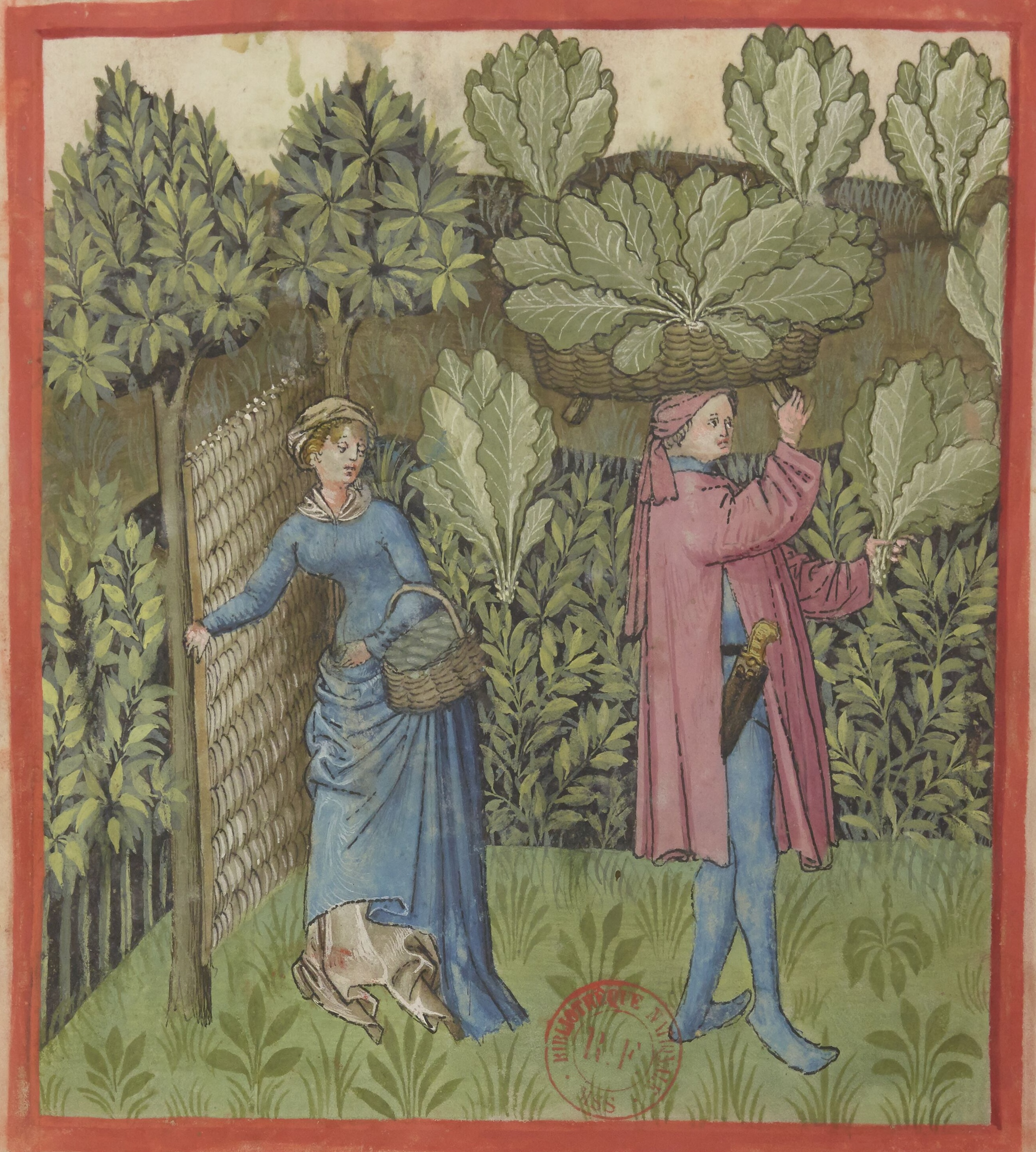
Récolte du chou (Tacuinum sanitatis, XVe siècle).

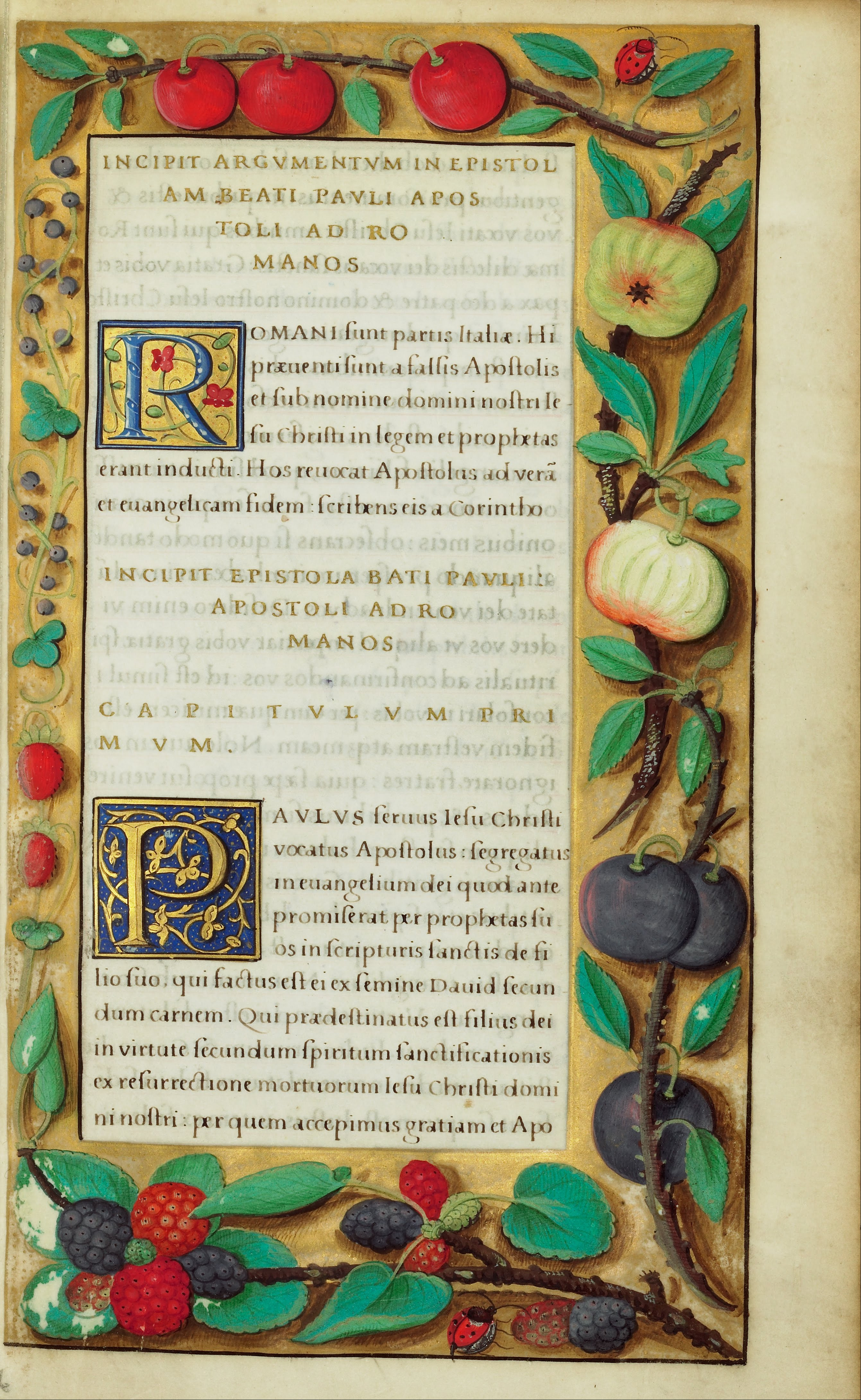
Une page de livre enluminée avec des illustrations de fruits, vers 1520-1530.

Les céréales étaient les principaux constituants des repas, mais les légumes comme les choux, les betteraves, les oignons et les carottes étaient des produits couramment utilisés. La plupart d'entre eux étaient consommés chaque jour par les paysans et les ouvriers, mais étaient moins prestigieux que la viande. Les livres de recettes écrits à partir de la tradition orale, prenaient déjà compte de recettes avec des légumes en ingrédient principal, pour les potages de « merveilleuses couleurs » dans la cuisine des nobles. Le manque de recettes ordinaires, pour la plupart des plats de base avec des légumes a été interprété non comme le fait qu'ils étaient absents des plats de la noblesse, mais plutôt qu'ils étaient considérés comme trop simples pour nécessiter une recette.
Outre les racines (raves), les légumineuses comme les pois chiches, les fèves et les pois étaient courants et représentaient une importante source de protéines dans les milieux plus modestes. À l'exception des pois, les légumineuses étaient quelque peu méprisées par les médecins, en partie du fait de leur tendance à provoquer des flatulences, mais aussi parce qu'elles étaient associées à la nourriture grossière des paysans. L'importance des légumes dans l'alimentation du peuple est illustrée par des récits de l'Allemagne du XVIe siècle, avançant que de nombreux paysans mangeaient du chou trois à quatre fois par jour.
Les fruits étaient populaires et pouvaient être consommés frais ou séchés. Ils étaient des ingrédients courants dans de nombreux plats car ils jouaient un rôle d'édulcorant à la place du sucre et du miel, dont le cout était souvent prohibitif. Les fruits courants au sud étaient les citrons, les cédrats, les oranges amères (la variété douce ne fut introduite que plusieurs siècles après), les grenades, les coings et, bien sûr, le raisin. Plus au nord, on trouvait facilement des pommes, des poires, des prunes et des fraises. Les figues et les dattes étaient consommées dans toute l'Europe, mais elles restaient des produits d'importation coûteux au nord.
Les pommes de terre, les haricots, les fèves de cacao, la vanille, les tomates, les piments et poivrons ainsi que le maïs, ne furent pas disponibles avant la Renaissance, l'exploration du Nouveau Monde par les Européens : et il faudra attendre un temps considérable avant qu'ils ne soient acceptés par la société avant de devenir les produits courants et indispensables dans les recettes modernes. Voir infra Les cuisines en dehors de l'Europe depuis l'an 1000 à 1500. Les fruits étaient obtenus sur des arbres domestiqués avec la technique de la greffe (botanique) sur les porte-greffe depuis l'Antiquité en Occident en reprenant la technique chinoise.

## Produits laitiers

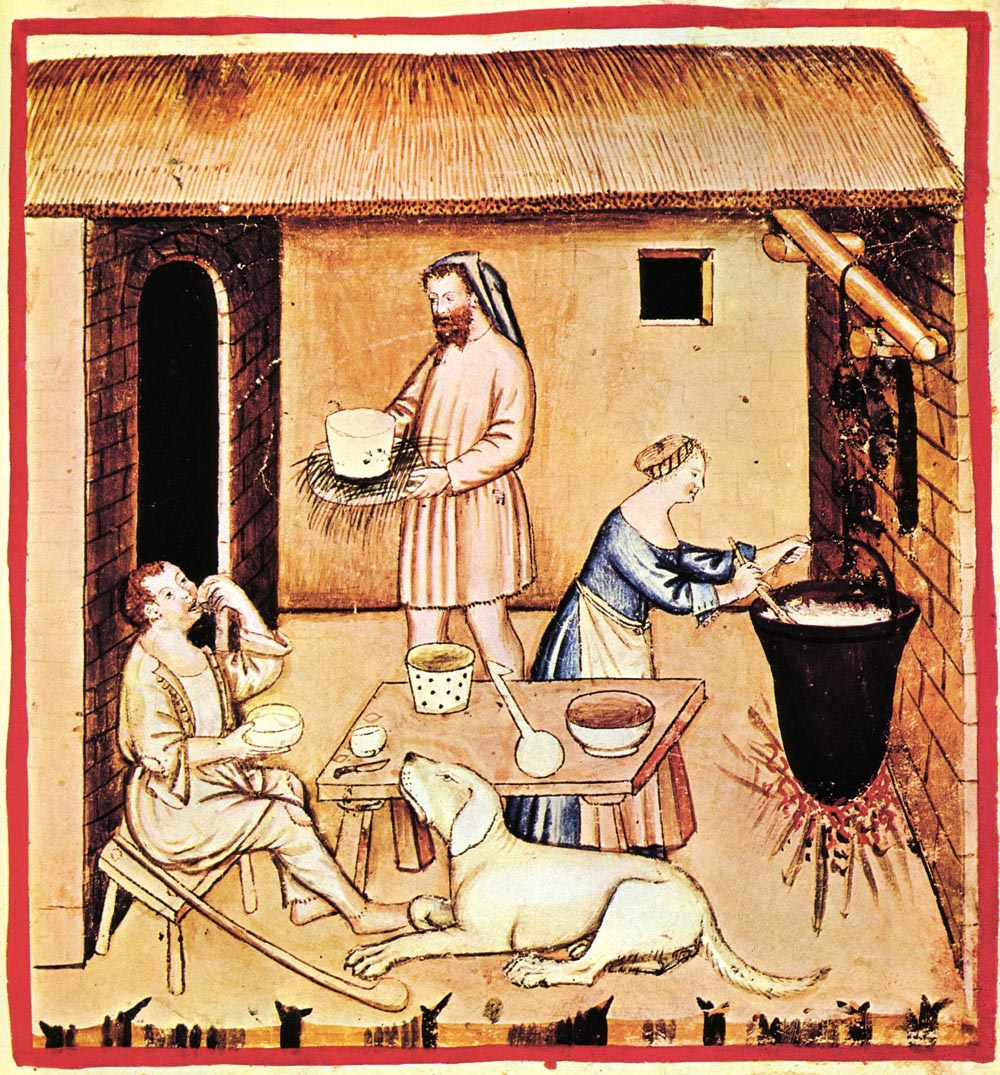
Préparation du fromage (Tacuinum sanitatis, XIVe siècle).

Le lait était une importante source de protéines animales pour ceux qui n'avaient pas accès à la viande. Il était essentiellement issu des vaches mais on pouvait trouver du lait de chèvre ou de brebis. Le lait frais était rarement consommé par les adultes et était réservé aux enfants, aux personnes âgées et aux malades. Les adultes pauvres buvaient parfois du babeurre, du petit-lait, ou du lait tourné, ou mélangé à de l'eau. Le lait frais était moins courant que la plupart des produits laitiers, car la technologie ne permettait pas de l'empêcher de tourner. Le lait d'amande était généralement utilisé en remplacement du lait frais par les milieux aisés.
Le fromage était bien plus important pour les catégories plus démunies, et il a été avancé qu'il a longtemps été la principale source de protéines animales pour les plus pauvres. De nombreuses variétés consommées aujourd'hui, comme l'édam hollandais, le brie français et le parmesan italien, existaient déjà à la fin du Moyen Âge. On trouvait également des fromages fabriqués à partir du petit-lait, comme le ricotta, qui étaient des sous-produits de la production d'autres fromages. Le fromage était utilisé dans la fabrication de tourtes et de soupes. Le beurre, un autre important produit laitier, était populaire dans les régions d'Europe du Nord qui s'étaient spécialisées dans l'élevage à partir du milieu du Moyen Âge, comme les Pays-Bas, ou le sud de la Scandinavie. Le beurre remplaçait l'huile historique du sud ou bien le lard comme graisse alimentaire dans ces régions. Sa production permit un lucratif commerce du beurre à partir du XIIe siècle.

## Viande

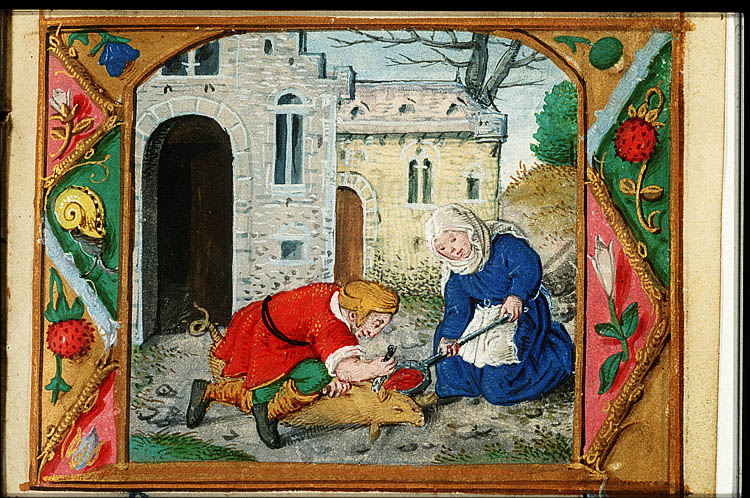
Un homme et une femme saignant un porc qui vient d'être tué. Ils le cuisineront ensuite.

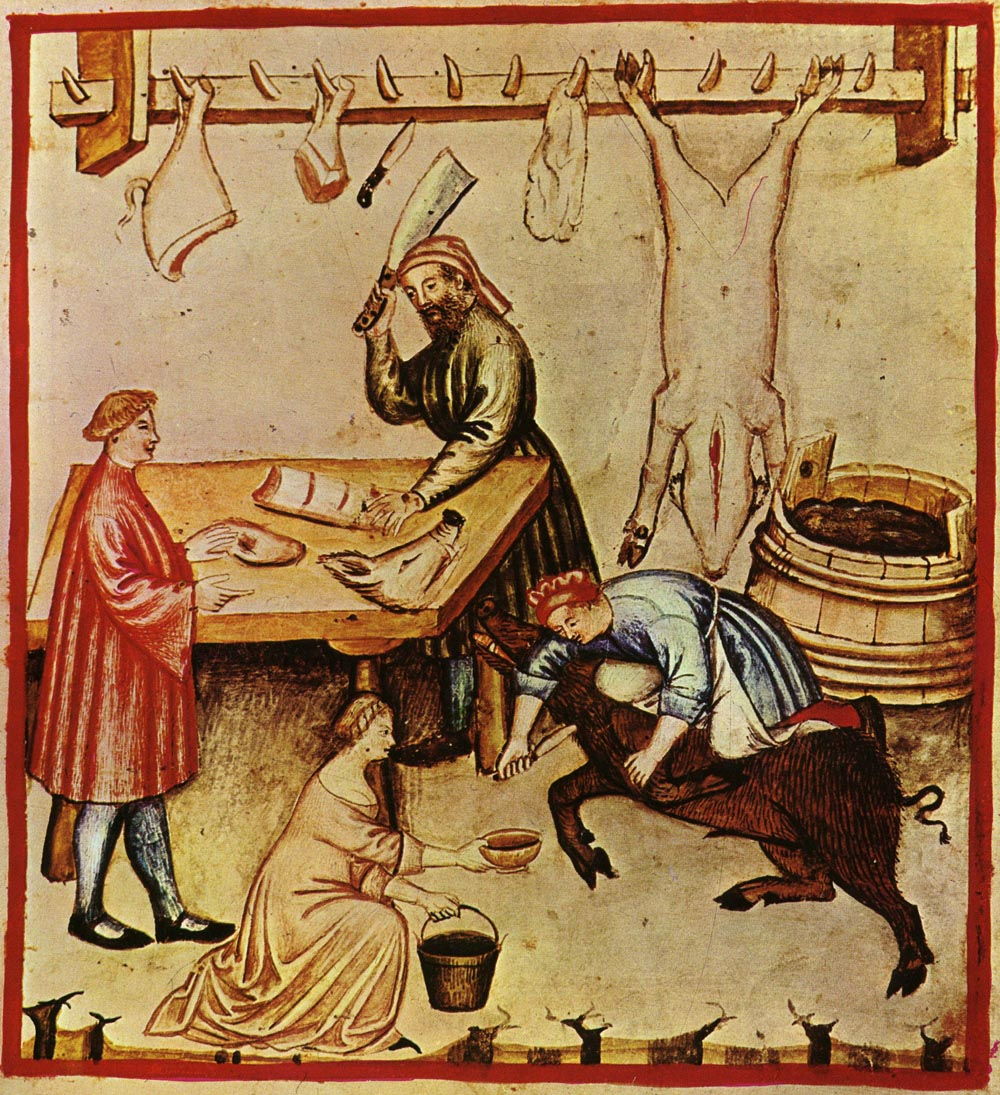
Une boucherie du XIVe siècle, dans laquelle un porc est saigné, tandis que des carcasses de cochon sont accrochées à un râtelier et que divers morceaux sont découpés pour le client.

Si les espèces de gibier étaient populaires auprès de ceux qui pouvaient se les payer ou avait le droit de les chasser, la plus grande partie de la viande venait des animaux domestiques. L'archéozoologie montre que l'on trouve surtout dans les écuelles paysannes de la viande de réforme; les animaux de trait qui n'étaient plus capables de travailler étaient abattus, mais leur viande était peu appétissante et donc moins estimée. Le bœuf n'était pas aussi commun qu'aujourd'hui, car son élevage demandait beaucoup de travail, et les bovins étaient jugés plus utiles pour la traction animale et la production de lait, les paysans ne consommant ces animaux que lorsqu'ils étaient en fin de vie. Les moutons et les agneaux étaient assez communs, en particulier dans les régions de production de laine.
Le porc, tué en hiver dans les fermes, était bien plus courant car les cochons domestiques demandaient moins d'attention et ils étaient souvent laissés en liberté dans les villes où ils se nourrissaient des déchets organiques ; le cochon de lait était considéré comme un plat très raffiné, le lard et la viande étaient conservés par le sel dans des jarres. Presque toutes les parties du cochon étaient consommées, dont les oreilles, le museau, la queue, la langue et l'utérus. Les intestins, la vessie et l'estomac pouvaient être utilisés pour fabriquer des saucisses, ou créer de la nourriture sous forme d'œufs géants. Des animaux, comme le hérisson ou le porc-épic, étaient occasionnellement mentionnés dans les recettes de la fin du Moyen Âge.
Si le mouton, symbole religieux, était apprécié en viande, la chèvre était peu appréciée par dissuasion chrétienne.
Les lapins restaient une denrée prisée et rare et ils furent délibérément introduits en Angleterre au XIIIe siècle. Plus au sud, les lapins domestiques étaient communément élevés pour leur viande ou leur fourrure. Ils étaient particulièrement prisés dans les monastères car les lapereaux pouvaient être considérés comme du poisson (ou, du moins, non comme de la viande) par l'Église et pouvaient donc être consommés durant le carême.

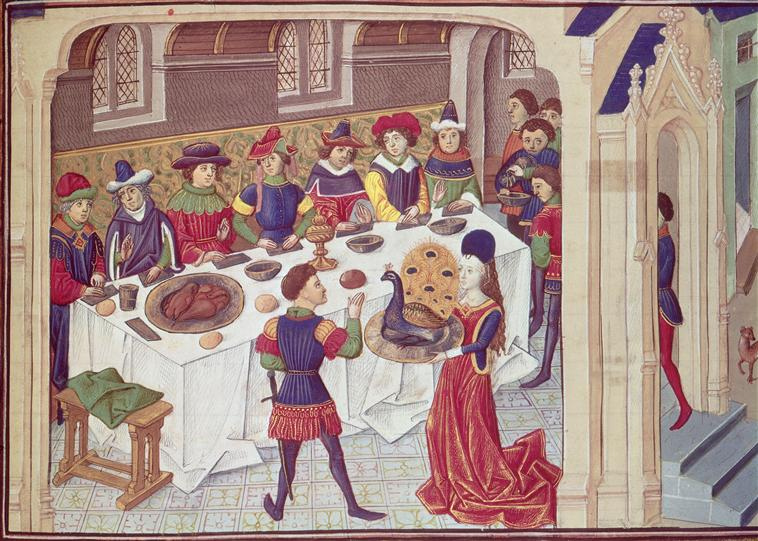
Le banquet du paon, Le Livre des conquêtes et faits d’Alexandre, Paris, musée du Petit-Palais, folio 86 recto.

Une grande variété d'oiseaux était consommée dont les cygnes, les paons, les cailles, les perdrix, les cigognes, les grues, les alouettes et les oiseaux chanteurs qui pouvaient être piégés ou chassés. Les cygnes et les paons étaient dans une certaine mesure domestiqués mais ils étaient uniquement consommés par l'élite sociale et plus appréciés pour leur beauté en tant que plats extravagants et entremets que pour leur viande. Comme aujourd'hui, les oies et les canards étaient domestiqués mais ils n'étaient pas aussi populaires que le poulet, l'équivalent aviaire du porc. Étrangement, on considérait que les bernaches nonnettes ne se reproduisaient pas par l'intermédiaire d'œufs, mais grandissaient ainsi que les bernacles, et étaient donc considérées comme une nourriture acceptable pour le jeûne et le carême. Chez les paysans, la volaille est rarement servie à table, cet élevage d'appoint étant surtout destiné à la production d'œufs.
Lors des banquets, les paons pouvaient être revêtus de leurs plumes après avoir été cuits afin d'impressionner les convives ; parfois un effet spécial permettait même de faire jaillir du feu du bec des oiseaux. La dimension visuelle des mets était essentielle lors de ces repas. Les cuisiniers pouvaient aussi préparer des tourtes remplies d'oiseaux vivants, qui s'envolaient lorsque ces tourtes étaient ouvertes.
La viande était plus coûteuse que les produits végétaux, elle pouvait être jusqu'à quatre fois plus chère que le pain ; le poisson était jusqu'à seize fois plus coûteux, se trouvant parfois même inabordable pour les populations vivant sur les côtes. Ce n'est qu'après que la peste noire eut éradiqué jusqu'à la moitié de la population européenne que la viande devint plus commune, même pour les plus pauvres. La réduction drastique de la population entraîna une forte hausse des salaires et cela laissa de grandes surfaces inexploitées qui devinrent disponibles comme pâturages, ce qui augmenta donc la production de viande.

## Poissons et fruits de mer

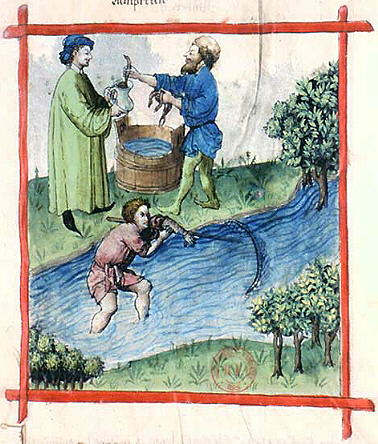
Pêche à la lamproie (Tacuinum sanitatis, XVe siècle).

Le terme de « poisson », au Moyen Âge, rassemblait tout ce qui n'était pas considéré comme un véritable animal terrestre. On y intégrait les mammifères marins, comme les baleines et les marsouins, mais également le castor, du fait de sa queue écaillée et de sa vie aquatique, et les bernaches, car on ignorait la destination de leur migration.
La pêche et le commerce du hareng et de la morue dans l'Atlantique et la mer Baltique contribuaient significativement à l'économie de l'Europe du Nord. Le hareng était l'un des nombreux produits dont le commerce était assuré par les hollandais et par la Hanse, une puissante coalition de villes marchandes d'Allemagne du Nord. Au cours du XIe siècle, le hareng passa d'aliment de luxe à produit de consommation courante grâce aux progrès de la navigation en haute mer et à l'essor de l'exploitation du sel de l'Atlantique. L'abondance qui pouvait être voulue par les autorités et la bonne capacité de conservation de ce poisson en faisaient un aliment bon marché, consommé par les populations modestes; à Lille, à la fin du Moyen Âge son prix n'excédait pas celui d'un pain. Le commerce des kippers fabriqués à partir de harengs pêchés dans la mer du Nord s'étendait jusqu'aux marchés de Constantinople. Si le poisson pouvait être consommé frais, une grande partie était salée, séchée et fumée pour pouvoir être transportée.
Bien que moins prestigieux que les autres produits d'origine animale, et souvent vus comme une simple alternative les jours de jeûne, les fruits de mer étaient l'un des piliers de l'alimentation des populations vivant sur le littoral. Une grande variété de mollusques comme les huîtres, les moules et les coquilles Saint-Jacques était consommée par les populations vivant sur les littoraux et le long des fleuves ; de même, l'écrevisse était considérée comme une alternative prisée à la viande — de même que les escargots les limaces et les grenouilles —
, durant les jours réservés au poisson. Cependant le poisson de mer pouvait être plus coûteux que la viande selon la saison, en particulier pour les populations d'Europe centrale et il était donc réservé à une certaine élite. Les poissons d'eau de mer n'étaient cependant pas la seule possibilité, et les poissons d'eau douce comme la truite, la perche, la carpe, la brème, le brochet plus la lamproie de rivière étaient également consommés. Les élites laïques et ecclésiastiques s'approprièrent les espaces humides en Europe à partir du XIIe siècle ; de nombreux étangs furent créés pour y élever des poissons d'eau douce et notamment des carpes.

## Boissons

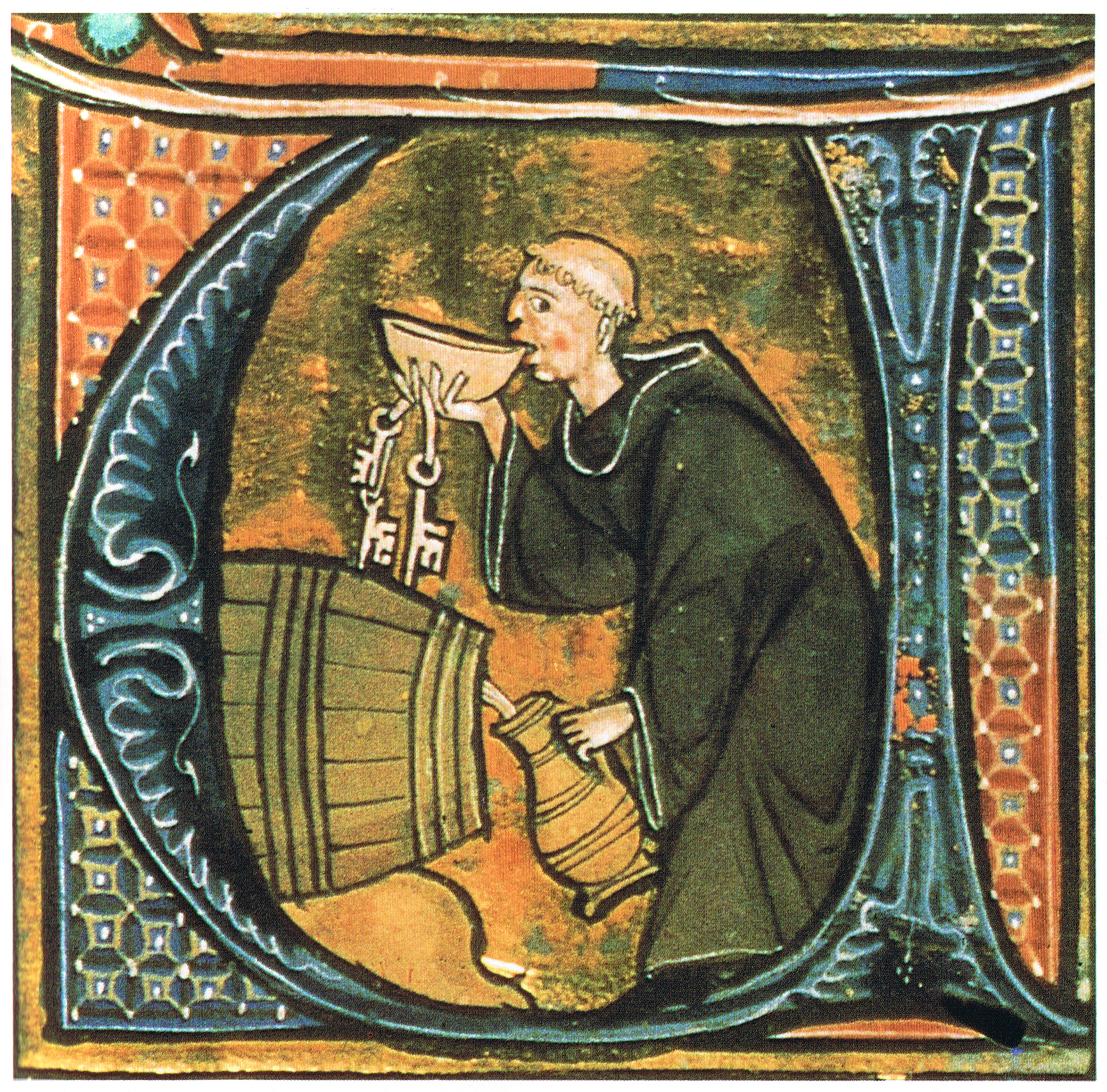
Un moine cellérier en train de goûter le vin (livre de santé, Le Régime du corps, d'Aldebrandin de Sienne, XIVe siècle).

Aujourd'hui, l'eau est couramment consommée lors des repas mais, au Moyen Âge, les inquiétudes sur sa pureté, les recommandations médicales et son manque de prestige faisaient qu'on lui préférait souvent des boissons alcoolisées. On considérait que ces boissons étaient plus nourrissantes et plus bénéfiques à la digestion et avaient l'avantage inestimable de réduire les risques de contamination grâce à l'alcool. Le vin était consommé tous les jours dans la plus grande partie de la France et dans tout l'ouest du bassin méditerranéen, où la vigne était cultivée. Plus au nord, il restait la boisson privilégiée de la bourgeoisie et de la noblesse qui pouvaient en acheter, mais les paysans et les ouvriers lui préféraient la bière et l'ale ou le cidre venu depuis l'Égypte par le Sud-Ouest de l'Europe.
Les jus de fruits, de même que les vins, réalisés à partir d'une grande variété de fruits et de baies étaient connus dès l'Antiquité et étaient consommés pendant le Moyen Âge. On trouvait des vins réalisés avec des grenades et des mûres ; le cidre et le poiré étaient populaires en Europe du Nord, où les pommes et les poires étaient abondantes. Certaines boissons médiévales, comme le « prunellé », réalisé à partir de prunes sauvages (actuelle slivovitz) et le vin de gin de mûres existent toujours aujourd'hui. De nombreuses variantes d'hydromel, alcoolisées ou non, étaient présentées dans les recettes médiévales. Cependant, les boissons à base de miel devinrent moins courantes vers la fin de la période et furent finalement reléguées en tant que produits d'usage médical. L'hydromel a souvent été présenté comme la boisson des Slaves. Il avait en effet une grande valeur symbolique et était souvent offert en tant que présent lors des grandes occasions, comme la signature de traités. On l'utilisait également lors des mariages et des baptêmes, mais en quantités limitées, du fait de son prix élevé. Dans la culture médiévale polonaise, l'hydromel avait un statut équivalent à celui des produits de luxe d'importation, comme les épices et les vins. Le koumis, le lait de jument ou de chameau fermenté, était connu en Europe mais, de même que l'hydromel, il était essentiellement prescrit par les médecins.
Le lait boisson n'était pas consommé par les adultes riches et était réservé aux malades, aux enfants et aux personnes âgées, essentiellement sous forme de babeurre et de petit-lait. Le lait non transformé était moins consommé que les autres produits laitiers car il n'existait pas de méthodes pour l'empêcher de tourner. Le thé et le café étaient populaires en Asie et dans le monde musulman durant le Moyen Âge, mais aucune de ces boissons ne fut consommée en Europe avant le début du XVIIe siècle.

### Vin

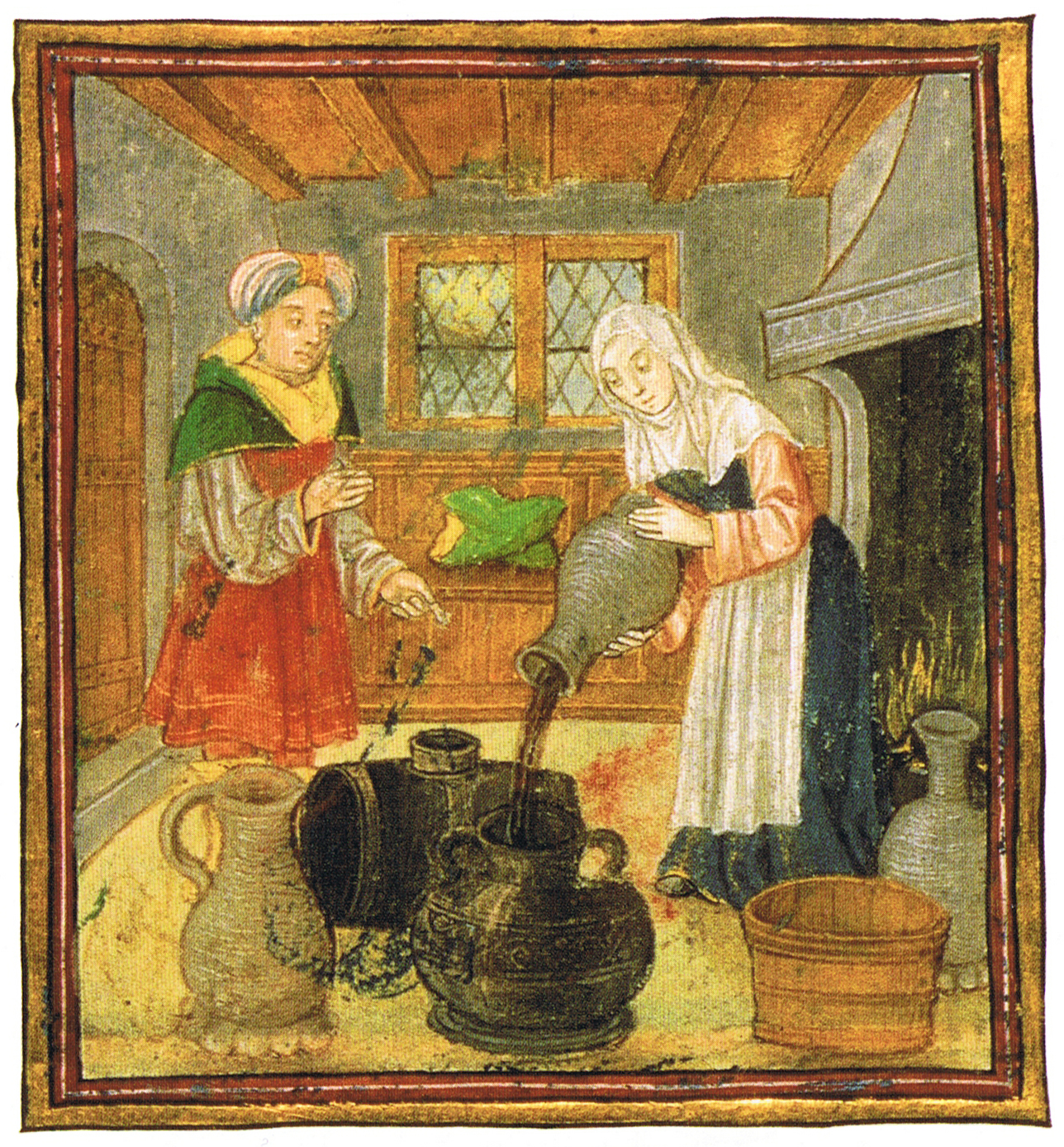
Une dame d'honneur montre comment traiter et conserver le vin.

Le vin était largement consommé et était considéré comme une boisson prestigieuse et saine. Selon les idées de Galien, le vin était chaud et sec et ces qualités étaient modérées lorsqu'il était coupé avec de l'eau. À la différence de l'eau et de la bière, considérées comme froides et humides, on pensait que la consommation de vin (en particulier le vin rouge), entre autres choses, aidait à la digestion, générait du bon sang et améliorait l'humeur. Les qualités du vin différaient considérablement suivant les vendanges, le type de raisin et, plus important, le nombre de grappes pressées. La première pression était la plus prestigieuse et était réservée aux catégories aisées. Les pressions suivantes étaient de qualité et de teneur en alcool inférieure. Les moins aisés devaient se contenter de vin rosé ou blanc, issus des deuxième ou troisième pressions, qui pouvaient être consommés en grandes quantités sans risquer l'ivresse. Pour les plus pauvres (ou les plus pieux), le vinaigre coupé avec de l'eau était souvent le seul choix possible.
La maturation du vin rouge de grande qualité nécessitait des connaissances spécialisées de même que des équipements coûteux. Néanmoins, la conservation du vin était un problème répandu. Le livre de cuisine du XIVe siècle, le Viandier de Taillevent, présente de nombreuses méthodes pour sauver un vin se détériorant, comme l'ajout de lie de vin blanc ou de grains de raisins blancs séchés et bouillis, qui étaient des bactéricides efficaces, même si les processus chimiques en jeu étaient inconnus à l'époque. Non seulement, le vin chaud ou épicé était populaire auprès des riches, mais les médecins le jugeaient également sain. Les épices utilisées dans le vin rouge pouvaient être le gingembre, la cardamome, le poivre, la maniguette, la muscade, le clou de girofle et le sucre. Ces épices pouvaient être présentées dans de petits sachets destinés à infuser dans le vin, ou sur lesquels on versait le liquide, pour produire de l'hypocras ou du clairet. À partir du XIIIe siècle, ces sachets pouvaient être achetés tout prêts chez des marchands d'épices.

### Bière

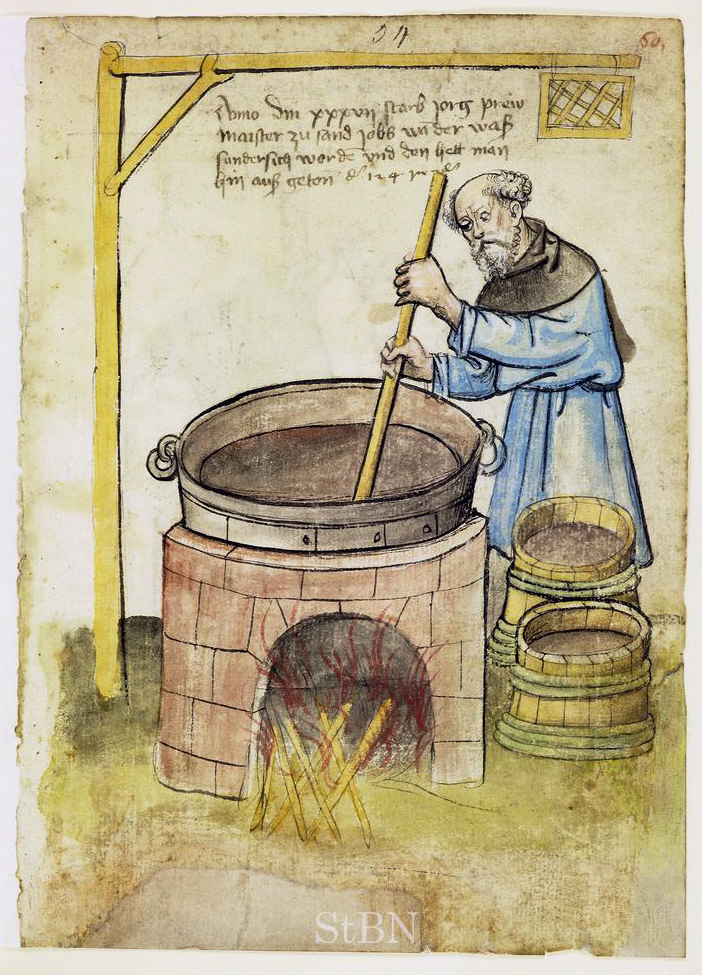
Représentation d'un brasseur (XVe siècle).

Si le vin était la boisson la plus commune dans la plus grande partie de l'Europe, cela n'était pas le cas dans les régions du nord où la vigne n'était pas cultivée. Ceux qui le pouvaient buvaient du vin d'importation, mais il était courant, même pour les nobles, de boire de la bière ou de l'ale, en particulier vers la fin du Moyen Âge. En Angleterre, dans les Pays-Bas, en Allemagne du Nord, en Pologne et en Scandinavie, la bière était consommée de manière journalière par toutes les catégories sociales et par tous les groupes d'âge. La bière était brassée à partir de toutes les céréales disponibles, et on pouvait y ajouter diverses plantes comme du genièvre ou du myrte des marais. Vers le milieu du XVe siècle, l'orge, qui ne convenait pas à la fabrication du pain mais était excellent pour faire de la bière, représentait 27 % des céréales cultivées en Angleterre. Cependant, la forte influence des cultures arabe et méditerranéenne dans la science médicale (en particulier liée à la Reconquista et à l'arrivée de textes arabes), signifiait que la bière était largement méprisée. Pour la plupart des Européens de l'époque, c'était une mixture humble, comparée aux boissons et aux ingrédients du sud comme le vin, le citron et l'huile d'olive. Même des produits exotiques comme le lait de chameau ou la viande de gazelle recevaient des commentaires plus positifs de la part des textes médicaux. La bière était juste une alternative acceptable à laquelle on attribuait des qualités négatives. En 1256, le médecin Aldebrandin de Sienne décrivit ainsi la bière :

« De quelque manière qu'elle soit faite, à partir d'avoine, d'orge ou de blé, elle nuit à la tête et à l'estomac, elle cause la mauvaise haleine et ruine les dents, elle remplit l'estomac de mauvaises humeurs et celui qui en boit avec du vin devient rapidement ivre mais elle a la capacité de faciliter la miction et elle rend la chair blanche et lisse. »

On considérait que l'ivresse causée par la bière durait plus longtemps que celle causée par le vin, mais on admettait qu'elle n'entrainait pas la « fausse soif » associée au vin. Bien que de manière moins prononcée qu'au nord, la bière était consommée dans le nord de la France et en Italie. Peut-être en conséquence de la conquête normande et des déplacements de nobles entre la France et l'Angleterre, une variante d'origine française décrite dans le livre de cuisine du XIVe siècle, Le Ménagier de Paris, était appelée « godale » (probablement un emprunt direct à l'anglais good ale, « bonne bière ») et était fabriquée à partir d'orge et d'épeautre, mais sans houblon. En Angleterre, la poset ale était réalisée avec de la bière brune froide et du lait chaud, et la brakot, ou braggot, était une bière épicée préparée à la manière de l'hypocras.
Avant l'introduction du houblon, il était difficile de préserver ce breuvage et il était généralement consommé frais ; on a néanmoins des références à l'usage du houblon dans la bière dès 822. Avant le IXe siècle, la bière était donc à proprement parler une cervoise. On pouvait y ajouter du miel, dans ce cas on parlait de « cervoise galloise ». La bière n'étant pas filtrée était donc trouble et avait une teneur en alcool inférieur à celles d'aujourd'hui. Les quantités de bière consommées au Moyen Âge par les Européens du nord étaient bien plus importantes qu'aujourd'hui. Par exemple, les marins anglais et danois recevaient une ration de 4,5 L de bière par jour et les paysans polonais en consommaient jusqu'à 3 L par jour.
Que le houblon puisse être utilisé pour donner du goût à la bière était connu, au moins depuis l'époque carolingienne, mais son adoption fut lente du fait des difficultés pour établir les proportions convenables. Avant la découverte du houblon, le gruit, un mélange de différentes herbes, avait été utilisé. Le gruit n'avait pas les mêmes propriétés conservatrices que le houblon et le résultat devait être consommé rapidement avant l'inévitable détérioration. Une autre méthode pour améliorer le goût était d'augmenter la proportion d'alcool, mais cela était plus coûteux, et donnait à la bière la caractéristique non désirée de provoquer rapidement l'ivresse.
Durant le haut Moyen Âge, la bière était essentiellement brassée dans des monastères et, sur une plus petite échelle, dans des foyers individuels. À partir du Moyen Âge classique, les brasseries des communes naissantes du nord de l'Allemagne commencèrent à assurer la production. Si la plupart des brasseries étaient des petites entreprises familiales qui employaient moins de dix personnes, la production régulière permettait d'investir dans de meilleures techniques et équipements. Ces opérations se répandirent ensuite en Hollande au XIVe siècle, puis dans les Flandres et le Brabant, et arrivèrent en Angleterre au XVe siècle. En Angleterre et dans les Pays-Bas, la consommation annuelle par personne était d'environ 300 L et la bière était consommée pendant presque tous les repas, les bières légèrement alcoolisées lors du petit-déjeuner et les plus fortes plus tard dans la journée. Lorsque la technique fut au point, le houblon permettait de conserver la bière durant près de six mois et cela permit d'accroitre les échanges commerciaux. Dans l'Angleterre de la fin du Moyen Âge, la bière fut désignée comme « forte » ou « douce », cette dernière, moins alcoolisée, était considérée comme une boisson adaptée pour les personnes modérées et appropriée pour les enfants. En 1693, John Locke avança que la seule boisson qu'il considérait appropriée pour les enfants de tous âges était la bière douce, même s'il critiquait la pratique apparemment commune de ses concitoyens de donner du vin et des alcools forts à leurs enfants.
Selon les standards modernes, le processus de brassage était relativement inefficace mais capable de produire des alcools relativement forts si on le voulait. Une tentative récente pour recréer la « bière forte » de l'Angleterre médiévale, avec des techniques et des recettes de l'époque (avec néanmoins l'emploi de levures modernes), produisit une boisson relativement alcoolisée avec une densité primitive de moût de 1,091 (correspondant à un degré de 9 %) et un « goût de pomme plaisant ».

### Spiritueux
Les anciens Grecs et Romains connaissaient la technique de la distillation mais elle ne fut pas pratiquée à grande échelle en Europe avant le XIIe siècle, lorsque les innovations arabes dans le domaine, combinées aux alambics refroidis à l'eau, furent introduits. Les érudits du Moyen Âge considéraient que la distillation permettait de produire l'essence des liquides purifiés, et le terme d'aqua vitæ (« eau de vie ») était employé de façon générique pour tous les distillats. Les nombreux distillats, alcoolisés ou non, étaient initialement utilisés comme principe médical et pour la cuisine dans une diététique associée; le sirop de raisin mélangé à du sucre et à des épices était prescrit pour soigner de nombreuses maladies et l'eau de rose était employée comme parfum, pour se purifier les mains et aussi comme ingrédient culinaire. Les spiritueux étaient également utilisés pour créer des entremets « flamboyants », en trempant un morceau de tissu dans l'alcool, puis en le mettant dans la gueule de l'animal cuisiné, en l'enflammant juste avant de le présenter, cependant que la purification par le flambage du mets se met en place.
L'aqua vitæ dans sa forme alcoolique était largement louée par les médecins du Moyen Âge. En 1309, Arnaud de Villeneuve écrivit que cela « prolongeait la bonne santé, dissipait les humeurs superflues, réanimait le cœur et maintenait la jeunesse ». À la fin du Moyen Âge, la consommation de spiritueux s'était tellement répandue que des restrictions sur la vente et la production commencèrent à être appliquées. En 1496, la ville de Nuremberg interdit la vente d'eau-de-vie les dimanches et les jours fériés.

## Herbes, épices et condiments

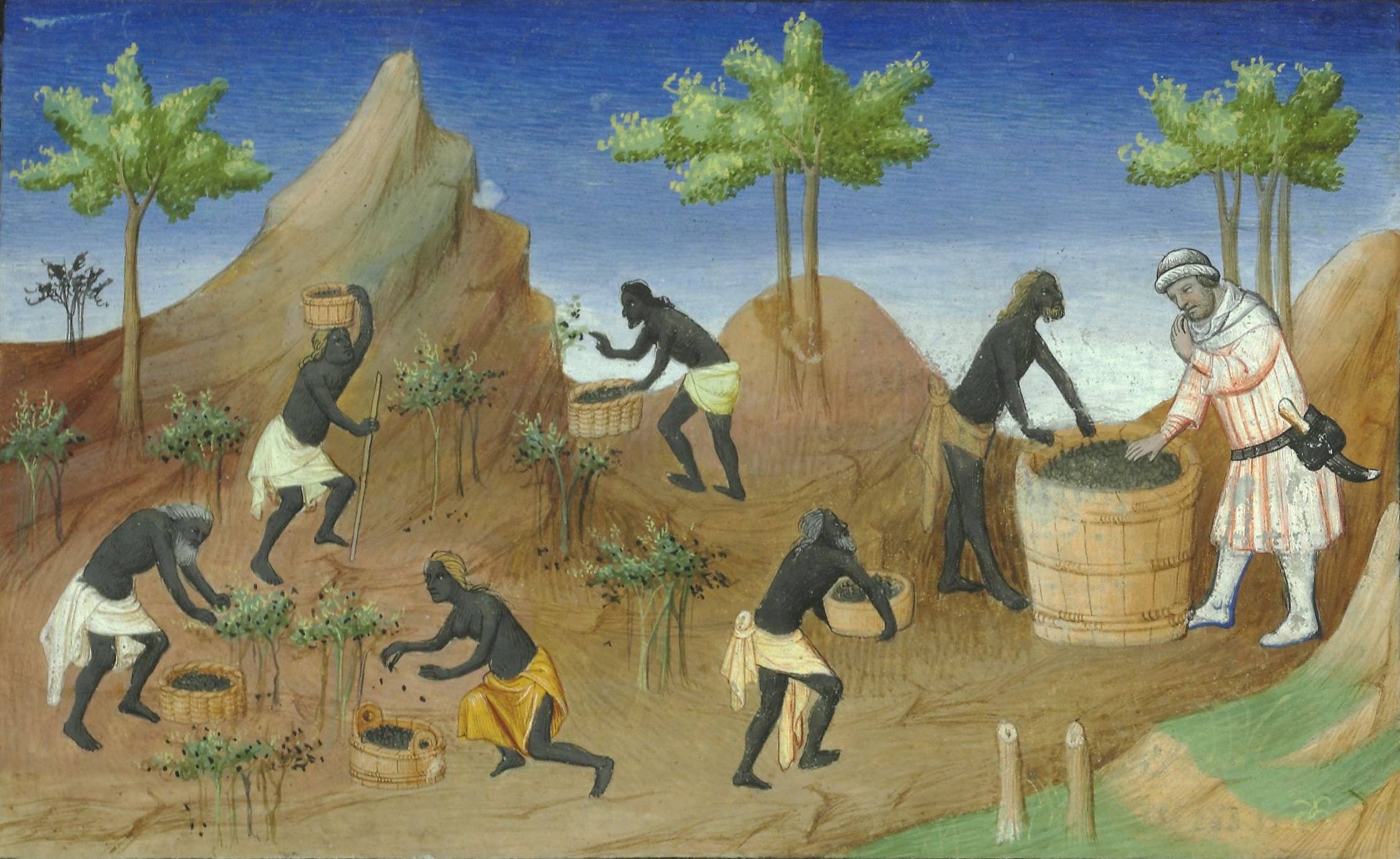
Récolte du poivre (illustration du Livre de Marco Polo dans le ms. BNF fr 2810, vers 1410-1412).

Les épices étaient parmi les produits les plus luxueux disponibles au Moyen Âge et les plus communes étaient le poivre noir, la cannelle (et son alternative moins coûteuse, la casse), le cumin, la noix de muscade, le gingembre et le clou de girofle. Toutes ces épices provenaient d'Asie et d'Afrique, ce qui les rendaient extrêmement chères et leur donnait un statut particulièrement prestigieux ; le poivre était ainsi entreposé, échangé et donné à la manière de l'or. Il a été estimé qu'environ 1 000 t de poivre et 1 000 t d'autres épices étaient acheminées chaque année en Europe occidentale vers la fin du Moyen Âge. La valeur de ces marchandises était équivalente à celle de l'alimentation d'1,5 million de personnes pendant un an. Si le poivre était l'épice la plus commune, la plus rare était le safran, qui était utilisé autant pour sa couleur orangée que pour sa saveur, car selon la théorie des humeurs, le jaune signifiait chaud et sec, des qualités recherchées. Le curcuma fournissait un substitut jaune et une touche dorée lors des repas qui satisfaisait au gout médiéval de l'ostentation et aux exigences diététiques des théories de Galien ; lors du somptueux banquet que le cardinal Riario offrit à la fille du roi de Naples en juin 1473, le pain était doré. Certaines épices prisées au Moyen Âge sont aujourd'hui tombées dans l'oubli, comme le poivre long, le macis, le nard, le galanga, le cubèbe ou la maniguette, une espèce cousine de la cardamome, qui avait presque entièrement supplanté le poivre dans la cuisine du nord de la France. Contrairement à aujourd'hui, le sucre était considéré comme une épice du fait de son coût élevé et de ses qualités médicinales,. Peu de plats employaient uniquement un seul type d'épices ou d'herbes mais plutôt une combinaison de plusieurs condiments. Même lorsqu'un plat était dominé par une saveur, elle était habituellement combinée avec une autre pour donner un gout composé, comme le persil et le clou de girofle ou le poivre et le gingembre.
Les herbes aromatiques, comme la sauge, la moutarde, le persil, le carvi, la menthe, le fenouil et l'aneth, étaient cultivées et consommées dans toute l'Europe. Ces plantes étaient cultivées dans des jardins inclus dans l'architecture médiévale des demeures bourgeoises, seigneuriales, laïques et étaient des alternatives plus abordables aux épices exotiques. La moutarde était particulièrement populaire avec la viande et elle fut décrite par Hildegarde de Bingen (1098-1179) comme la nourriture du pauvre. Comme elles étaient cultivées localement, les herbes étaient moins prestigieuses que les épices et si elles étaient utilisées par les catégories aisées, c'était généralement uniquement pour ajouter de la couleur.

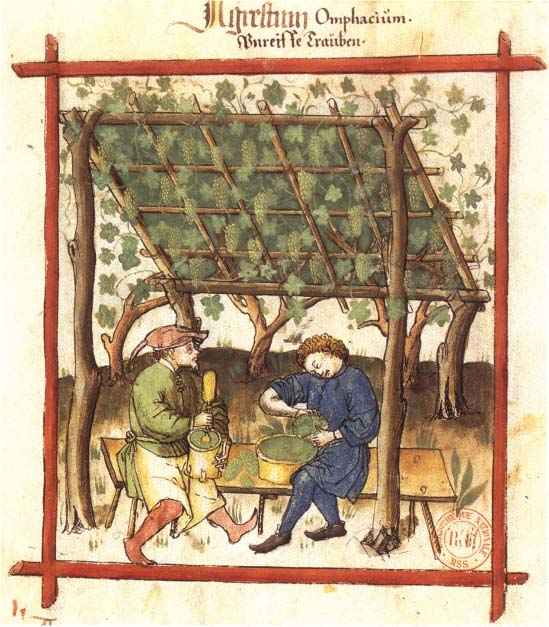
Récolte du raisin blanc pour faire du verjus (Tacuinum sanitatis, 1474).

Les recettes médiévales demandaient souvent d'ajouter de la saveur aux plats avec différents liquides acides et aigres. Le vin, le verjus (jus de raisin blanc n'ayant pas mûri), le vinaigre et les jus de différents fruits, en particulier ceux avec des saveurs aigres, étaient des incontournables dans la cuisine de la fin du Moyen Âge. Associés aux édulcorants et aux épices, ils produisaient une saveur « fruitée et piquante ». Les amandes étaient employées pour compléter ces ingrédients acidulés et elles étaient disponibles sous plusieurs formes, entières, décortiquées, tranchées, écrasées, mais le plus souvent, elles étaient présentées sous forme de  lait d'amande. Cette préparation était l'une des plus importantes dans la cuisine de la fin du Moyen Âge, car elle permettait d'associer les arômes des épices et des liquides aigres avec une texture crémeuse et une saveur douce.
Le sel était omniprésent et indispensable dans la cuisine médiévale. La salaison et le séchage étaient les formes de conservation les plus courantes, viande et poisson étant souvent fortement salés. De nombreuses recettes médiévales avertissaient des dangers de l'excès de sel et elles recommandaient de tremper certains produits dans l'eau pour se débarrasser du sel en trop.
De manière générale, plus l'hôte était riche et prestigieux, plus le récipient contenant le sel était élaboré et décoré, et plus le prix et la qualité du sel étaient élevés. Le sel pouvait ainsi être présenté dans des ménagères en matières précieuses et finement décorées. La taille des grains de sel et leur couleur indiquaient également le prestige des convives. Le sel pour la cuisine, la conservation et pour l'usage général des personnes du peuple, était à gros grains, alors que le sel de mer, en particulier, contenait des impuretés modifiant sa couleur, qui était décrite comme allant du noir au vert. Le sel des plus riches s'avérait semblable à celui que l'on utilise aujourd'hui.

## Desserts
Le dernier plat à être servi dans un repas est le dessert. La notion de dessert n'était, au Moyen Âge, pas tout à fait la même qu'aujourd'hui : le dessert était bien le dernier service avant de quitter la table mais ne consistait pas forcément en produits sucrés.
Le dessert médiéval était typiquement composé de dragées et de vin chaud et épicé diététiques, il était éventuellement accompagné de fromage.
À la fin du Moyen Âge, on pouvait y ajouter des fruits couverts de sucre, de miel ou de sirop et des pâtes de fruits et des flans aux œufs, pratique répandue en Europe. Il existait une grande variété de crêpes sucrées, de beignets, de lait d'amande et de pâtisseries qui pouvaient contenir des fruits, de la moelle ou du poisson. Les régions germanophones avaient un faible particulier pour les Krapfen, des pâtisseries frites fourrées avec des douceurs. Le massepain sous de nombreuses formes était bien connu en Italie et dans le sud de la France à partir des années 1340 et on pense qu'il était d'origine arabe. Les livres de cuisine de l'Angleterre normande comprenaient de nombreuses recettes pour des custards, des potages, des sauces et des tartes aux cerises, aux pommes et aux prunes. Les chefs anglais aimaient également utiliser des pétales de fleur comme les roses, les violettes et les sureaux. Une première forme de quiche peut être rencontrée dans The Forme of Cury, un livre de recettes du XIVe siècle et contenait du fromage et du jaune d'œuf.
Dans le Nord de la France, un grand assortiment de gaufres et d'oublies était consommé avec du fromage et de l'hypocras, ou un vin doux (issu de malvoisie). Le gingembre, la coriandre, l'anis et les autres épices étaient prises à la fin du repas pour « fermer » l'estomac. Comme leurs coreligionnaires musulmans en Espagne, les conquérants arabes de la Sicile introduisirent de nouveaux desserts qui furent ensuite adoptés dans le reste de l'Europe. La Sicile était connue pour ses dragées et son nougat (torrone, ou turrón, en espagnol). Les Arabes introduisirent l'art de la crème glacée pour produire des sorbets, diverses pâtisseries à base de massepain et la ricotta adoucie.

## Variations régionales européennes
Les spécificités régionales qui sont une caractéristique des cuisines modernes et contemporaines ne sont pas mises en évidence dans les rares documents qui nous sont parvenus. Néanmoins, la cuisine médiévale peut être différenciée par les céréales et les huiles qui définissaient les normes culinaires, et tracèrent les frontières ethniques, puis nationales. Les variations régionales étaient essentiellement liées aux influences du climat, de l'administration politique et des coutumes locales. Bien qu'il faille éviter les généralisations hâtives, on peut discerner des zones où certains aliments étaient dominants.Au sud, le vin était la boisson courante pour les riches et les pauvres (bien que ces derniers devaient généralement se contenter d'un vin de mauvaise qualité). Les îles Britanniques, le nord de la France, les Pays-Bas, les régions nordistes de langue allemande, la Scandinavie et la région de la Baltique étaient généralement trop froides pour permettre la culture de la vigne et des olives, alors que la bière était la boisson de base du peuple au nord, car le vin était un produit d'importation coûteux. Les agrumes et les grenades étaient courants autour de la Méditerranée. On pouvait trouver des figues et des dattes au nord, mais elles étaient rarement utilisées dans la cuisine.
L'huile d'olive était un ingrédient incontournable autour de la Méditerranée, mais elle restait coûteuse au nord, où elle était remplacée par les huiles de pavot, de noix et de noisette, bien plus abordables. Le beurre et le lard, particulièrement après l'importante perte de population à la suite de la peste noire, étaient utilisés en grandes quantités dans les régions du nord et du nord-ouest. L'amande était employée dans la cuisine des milieux aisés, dans toute l'Europe, généralement sous la forme de lait, pour remplacer les œufs ou les produits laitiers.

### Structure calorique
Les apports caloriques et la structure du régime médiéval évoluèrent au cours du temps, d'une région à l'autre et entre les catégories sociales. Cependant, pour la plupart des personnes, le régime alimentaire tendait à être riche en glucides, car l'essentiel des calories provenait des céréales et des alcools (comme le vin par symbole chrétien puis la bière par coutume), et la plus grande partie des dépenses y était consacrée.
L'apport calorique global est sujet à débat. L'estimation standard est qu'un homme adulte a besoin de 2 900 kilocalories par jour et une femme adulte de 2 150 kilocalories. Les personnes réalisant des exercices physiques importants, comme les paysans, les marins ou les soldats, avaient sans doute besoin de 3 500 kcal par jour, voire plus. Les apports des aristocrates étaient peut-être de 4 000 à 5 000 kcal par jour, et les moines consommaient 6 000 kcal les jours « normaux », et 4 500 kcal les jours de jeûne. Par conséquent, l'obésité était courante dans les milieux aisés et les moines, en particulier, souffraient de maladies liées à ce surpoids, comme l'arthrite.

#### Pour l'Angleterre
Dans l'Angleterre du XIIIe siècle, la viande ne contribuait que pour une part négligeable des apports caloriques d'un ouvrier agricole standard. Sa part augmenta cependant après l'épidémie de peste noire, et, au XVe siècle, elle représentait 20 % du total. Même au sein de la noblesse de l'Angleterre médiévale, les céréales représentaient 65 à 70 % des apports caloriques au début du XIVe siècle, mais la part du poisson et de la viande était importante, et elle augmenta après l'épidémie de peste noire. Des documents détaillés sont disponibles pour la résidence de Richard de Beauchamp, un aristocrate anglais du début du XVe siècle, et ces derniers indiquent que les gentry (nobles sans titres) du foyer recevaient la quantité impressionnante d'1,7 kg de viandes diverses dans un repas de viande typique de l'automne, et d'1,1 kg pendant l'hiver ainsi que 400 g de pain et 90 cl de bière ou de vin (et il y avait certainement deux repas de viande par jour, cinq jours par semaine en dehors du carême). En 1469, dans la résidence d'Henry Stafford, les membres de la gentry recevaient 950 g de viande par repas et tous les autres en avaient 480 g ; chacun avait également 200 g de pain et 90 cl d'alcool. En plus de ces quantités, certains membres de ces résidences (habituellement une minorité) prenaient un petit déjeuner qui n'incluait pas de viande, mais comprenait probablement un autre litre de bière ; de plus, des quantités inconnues de pain et de bière pouvaient être consommées entre les repas. Le régime du seigneur du domaine différait quelque peu de ce schéma et comprenait moins de viande rouge, plus de gibier, de poisson frais, de fruits et de vin.
Dans les monastères, la structure basique du régime avait été définie par la règle de saint Benoît au VIIe siècle et avait été resserrée par le pape Benoît XII, en 1336, mais (comme mentionné supra), les moines savaient comment contourner ces règles. Le vin était limité à environ 26 cl, par jour mais il n'existait aucune limite équivalente sur la bière et, à l'abbaye de Westminster, chaque moine recevait une autorisation pour 4,5 L de bière par jour. La viande des « animaux à quatre pattes » était également interdite toute l'année, sauf pour les très faibles et les malades. Cette règle était contournée initialement en déclarant que les abats et autres nourritures traitées, comme le lard par exemple, n'étaient pas de la viande. Ensuite, les monastères possédaient une salle appelée miséricorde, où la règle de saint Benoît ne s'appliquait pas, et où de nombreux moines mangeaient.[réf. nécessaire] Lorsque le pape Benoît XII institua qu'au moins la moitié des moines devait manger dans le réfectoire, les moines répondirent en excluant les malades et ceux invités à la table de l'abbé de ce calcul. Dans l'ensemble, un moine de l'abbaye de Westminster de la fin du XVe siècle pouvait manger chaque jour 1 kg de pain, 5 œufs (sauf les vendredis et durant le carême), 900 g de viande (sauf les mercredis, les vendredis et les samedis et durant le carême et l'Avent), 900 g de poisson (3 jours par semaine et tous les jours, durant l'Avent et le carême). Cette structure calorique reflétait en partie le statut aisé des monastères anglais de la fin du Moyen Âge, et en partie celui de l'abbaye de Westminster, qui était l'un des monastères les plus riches du pays ; l'alimentation des moines des autres monastères était certainement plus modeste.

### Influences réciproques des cuisines latino-chrétienne et arabo-musulmane
La cuisine arabo-musulmane rencontre et intègre la cuisine gréco-latine dès les premières conquêtes mais aussi dans les sociétés multiculturelles de la Sicile normande, d'Al-Andalus, et les États Croisés,. Par exemple, les pâtes dont les Fidâwish (italien fedeli, fededelini) séchées au soleil d'Ibn Razin al-Tuyibi, les Sha'îriyya en forme de grains d'orge et cuite au bouillon de Hasan al-Baghdadi, les pâtes carrées, les rondes sont autant d'occasions pour évoquer les pâtes italiennes. L'origine des pates au fromage est discutée en Italie et en Andalousie. Mohamed Oubahli a montré en détail dans Manger au Maghreb (2006) l'interpénétration des cuisines des pâtes du Maghreb à l'Europe latine. Le rôle de diffuseur joué par l'Italie ou l'Espagne entre le monde arabo-musulman et l'Europe chrétienne est bien documenté pour le café, l'escabèche « sikbaj » et la cuisine au vinaigre,. Le Kitâb al-tibâkha, ouvrage tardif rédigé à Damas au XVe siècle montre comment les pâtes arabes d'Asie Centrale passent dans la cuisine ottomane, elle-même diffusée en Europe centrale.
Réciproquement la gastronomie arabo-musulmane a une influence décisive sur l'évolution de la cuisine médiévale chrétienne : Toby Peterson (1980) montre le lien entre le goût des épices et la cuisine arabe: « intriguée par les plaisirs sensuels de manger tels qu'ils sont décrits dans le Jardin, l'Europe [chrétienne] a commencé à associer une cuisine luxueuse à la nourriture des Arabes, et ainsi le passage de ce qui était une cuisine étrange et étrangère a été facilité ». On retrouve également son influence dans l'Est de l'Afrique et jusqu'en Inde.

## La cuisine arabo-andalouse
Le Sud de la péninsule Ibérique est musulman du début du VIIIe siècle à 1492. L'agriculture arabo-andalouse, la richesse des livres de cuisine écrits en arabe et la cuisine qu'ils décrivent influencent durablement l'Europe chrétienne.

### La cuisine arabe médiévale
La rapide extension arabe qui conduit à la formation du vaste empire musulman à partir du VIIe siècle voit à la naissance d'une cuisine d'une étonnante richesse aromatique toujours vivante dans l'espace méditerranéen et proche-oriental. D'un côté les interdits alimentaires de l'islam (alcool, même si le vin est consommé, porc, le sang, règle d'abattage des animaux) sont restrictifs, mais à l'opposé l'accès permanent aux aromates asiatiques, les progrès agricoles (introduction du riz, de la canne à sucre, culture des agrumes, etc.), le développement du transport maritime (rôle du pèlerinage à la Mecque), et le mélange des traditions culinaires de l'Asie centrale au Magrhreb et à l'Europe du Sud (Espagne, Portugal, Italie où le présence des féodaux du nord de l'Europe crée une mixité culturelle), de Byzance à l'Arabie engendrent une cuisine et des manières de table cohérentes.
Lilia Zaouali note aussi que « l'islam n'exprime pas d'injonction contre le plaisir de la nourriture », Abû l'Alâ ' al-Ma'arrî végétalien est accusé d'hérésie « car est blasphématoire le refus de consommer les nourritures créées pour l'homme ». L'existence de cours califales extrêmement riches, éduquées et raffinées donne des gastronomies complexes (double ou triple cuisson, large utilisation des fruits, gout pour l'abondance) et pour la première fois dans l'histoire de l'humanité la maitrise de la production du sucre raffiné va susciter une diversité étonnante de pâtisseries sucrées, de sirops et confitures. Le sucre-acide était le goût dominant de la plupart des plats cuisinés du Moyen Âge classique. Enfin l'institution de Ramadan donne pendant le mois de jeune diurne l'occasion de longues préparations culinaires « très élaborées » et roboratives qui sont servies dans toutes les classes de la société le soleil couché.

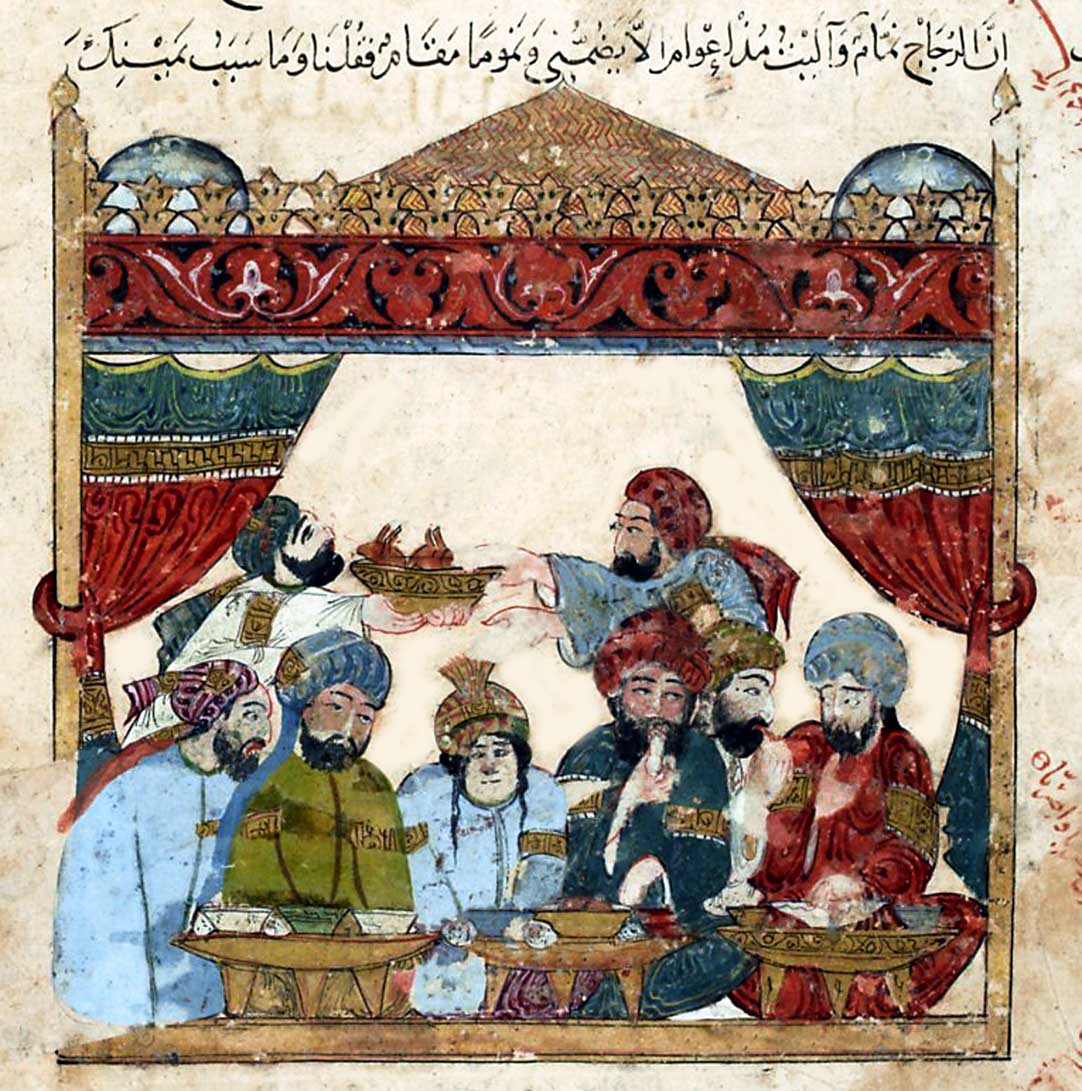
Repas dans le Makamat de Hariri Abou Mohammad alQasim.

#### Une cuisine syncrétique
D'une part ce sont les arabes de la péninsule arabique qui apportent avec l'islam leur cuisine moitié nomade faite de dates, yaourt, orge, riz, pains et viande de mouton (ou de dromadaire), mais surtout « les croyants sont tenus de respecter le modèle du Prophète, d'imiter ses habitudes et son mode de vie », il existe une glose autour de son plat préféré, le tharîd, (bouillon de légumes et/ou viande dans lequel on émiette du pain, aussi bon que son épouse 'Aisha) qui lui vaut de traverser la cuisine arabe à travers les siècles. Très rapidement avec le transport des centres de pouvoir vers Damas puis Bagdad, et Cordoue les cuisines perse, et centre-asiatique vont peser de leur influence (mode du sikbâj: bouillon vinaigré-sucré qui concurrence le tharîd, et généralisation du doux-acide, introduction du murri équivalent du garum romain). Se superposent les usages égyptiens (fruits, citron, sucreries, etc.) et la cuisine maghébo-andalouse avec son couscous. On a au XIVe siècle, non pas une cuisine composite unifiée mais une mosaïque d'usages locaux bien vivants qui cohabitent grâce à la circulation de nombreux livres de cuisine. Il reste des usages proprement arabes l'hospitalité et le service opulent d'un grand plat composites entouré de divers plats aromatisés autour desquels on s'assemble.

#### Épices et aromates, douceurs, fritures et pâtes

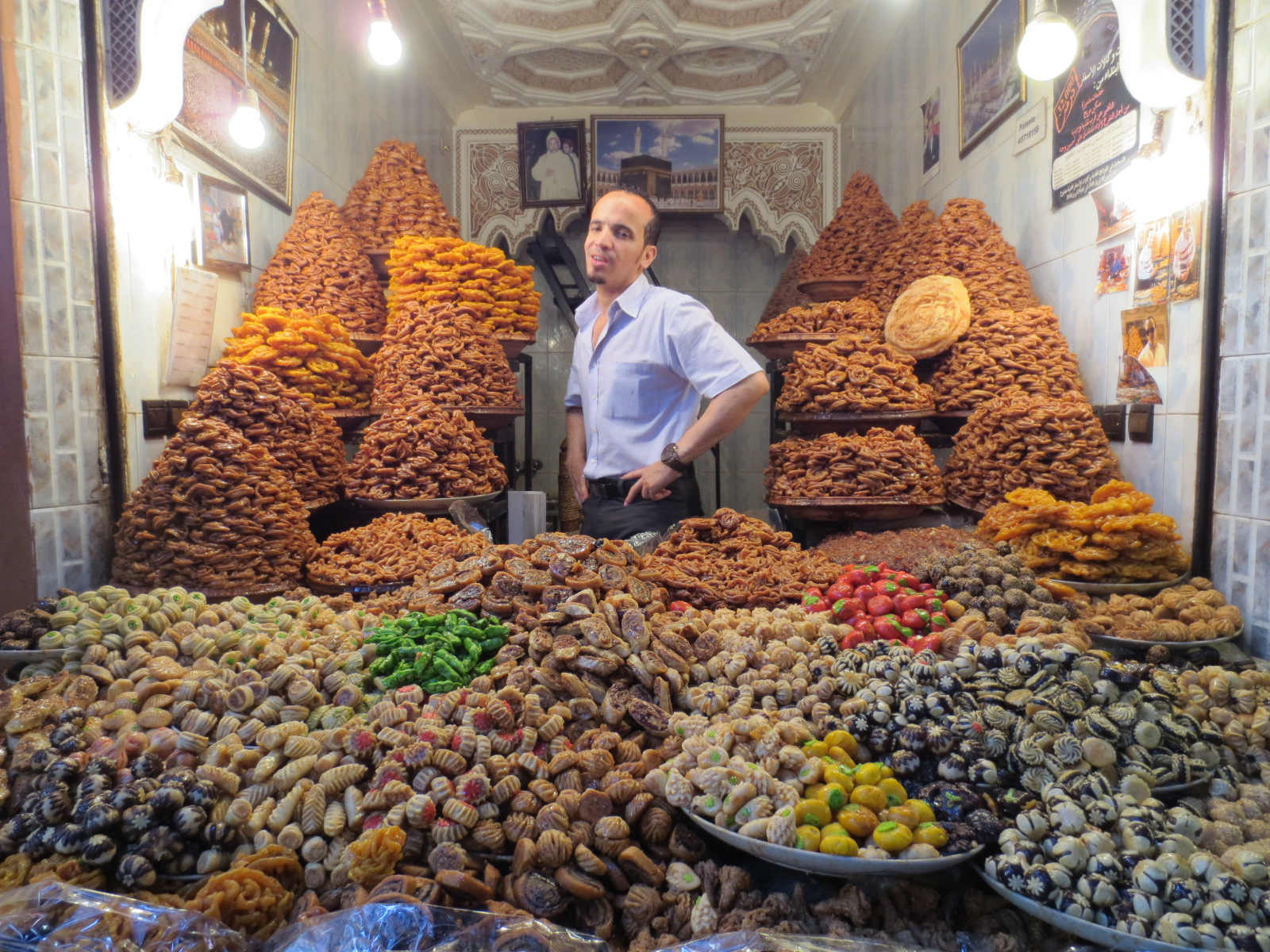
Marrakech : une pâtisserie.

La diversité et l'omniprésence des épices (cannelle, cédrat, citron, clou de girofle, bigarade, muscade, macis, safran, poivre, gingembre, galanga, mastic, nard, camphre, ambre gris, eau de rose), et les herbes (coriandre, carvi, cumin, menthe, persil, aneth, sésame, rue) est la caractéristique la plus visible de la cuisine arabo-musulmane médiévale classique (voir le riz au lait et le poulet à l'orange d'Ibn al-Adim).
La seconde est issue de l'adoption des sucreries de la cuisine persane:  le massepain (pâte d'amande et sucre), les boissons glacées aux fruits, comme le sorbet, les sirops « al churub ». Et enfin il s'agit d'une cuisine qui parle à tous les sens : couleur les plats (jaune du safran, rouge du santal, vert de la menthe, jeu des textures: crémeux des noix, croquant des fruits secs, croustillants des fritures et des sucres « al sucar » cuits. Les sorbets persans faits avec de la neige du sucre et du citron ont été une redécouverte pour les croisés approfondissant l'humeur froide d'un aliment.

#### Une cuisine assise sur les connaissances médicales
Eugène-Humbert Guitard (1973) qualifie le XIIIe siècle d'apogée de la pharmacie de l'Islam médiéval, les antagonismes, synergies, la potentialisation la tolérance, la toxicité sont des notions généralisées en usage permanent dans les livres de cuisine, la connaissance de l'anatomie est exploitée pour recommander ou éviter les aliments. L'Anonyme Andalou joint à ses recettes un Traité des sirops et électuaires à vocation thérapeutique. L'École de médecine de Salerne diffuse ses connaissances et ses recherches, elle contribue à une réputation de la cuisine arabo-musulmane. Et ces livres regorgent de conseil que l'hygiène en cuisine et à table, le Kitab al Waslat contient un long développement sur les aromates de la cuisine arabe médiévale (rose, musc, ambre gris, encens, santal, etc.) sur les parfums, les rafraîchisseurs d'haleine, antitranspirants, lave-mains et le dernier chapitre sur les eaux distillées parfumées.

#### Des ustensiles de cuisine et de table spécialisés

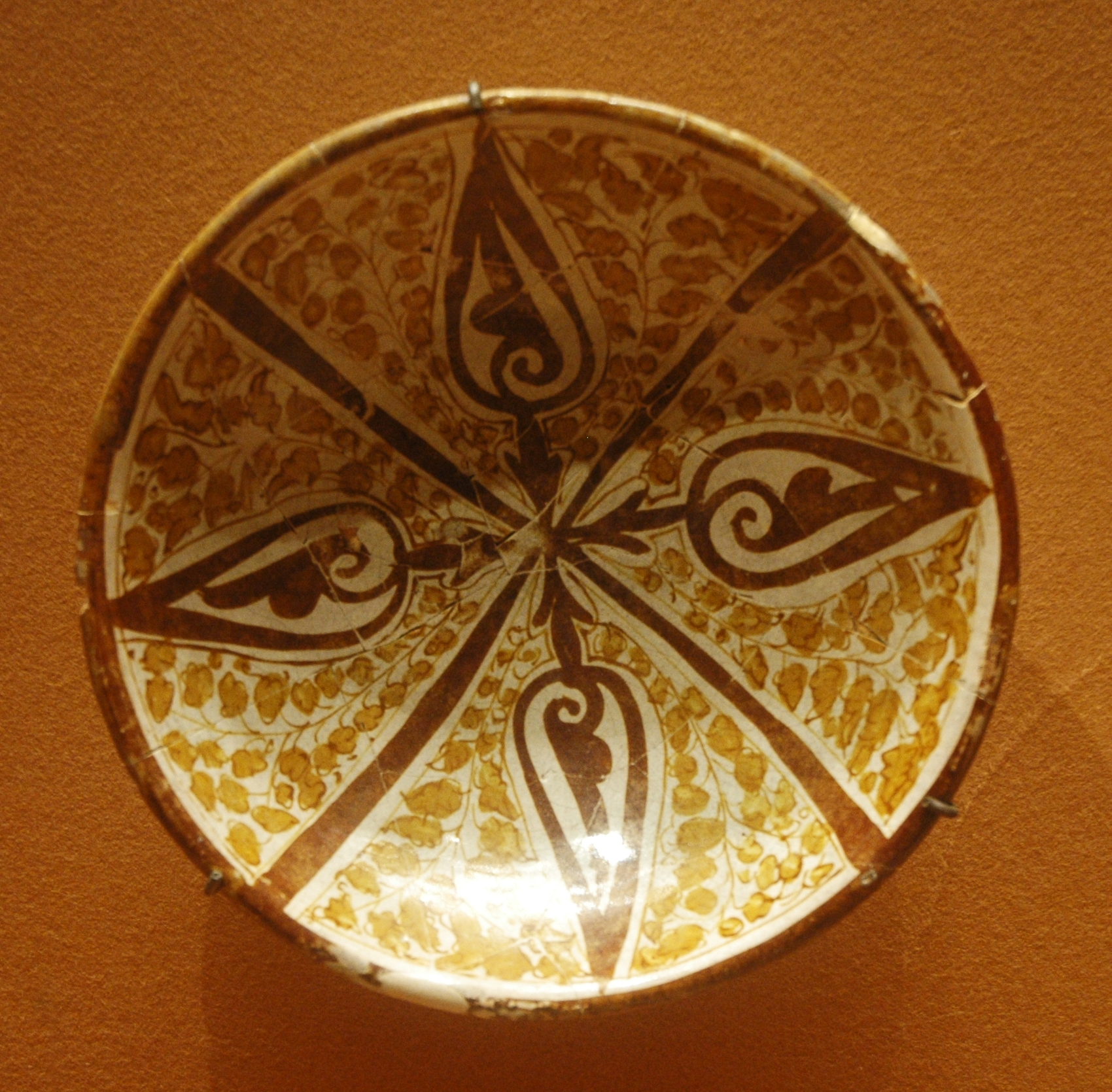
Coupe à décor de palmettes. Irak, IXe siècle (Louvre).

L'expansion arabe permet la diffusion de la technique de la céramique à glaçure à travers l'empire et en Asie centrale. La vaisselle en poterie émaillé remonterait aux Abbasides. À son apogée la céramique en al-Andalus inspirera les potiers italiens puis l'Europe du Nord, de même pour le verre soufflé ou gravé,. Ces plats colorés autour desquels on s'assemblait ont amené le perfectionnement de la cuillère, indispensable pour les plats en sauce ou les sorbets, qui devient maniable et décorée,. La cuisine élaborée, y compris la cuisine de rue, des arabo-musulmans suppose le perfectionnement du matériel de cuisine : ustensiles de cuisson en cuivre étamé, diversité des fours (à étage, romain, etc.), diffusion de couscoussier et de la cuisson à la vapeur, etc..

### Auteurs et livres de cuisine arabe du Moyen Âge
Entre parenthèses on trouve le nombre estimé de recettes de cuisine, pâtisserie, confiserie, boissons admis par la littérature, sachant qu'une même recette peut être décrite avec des variantes.
Daniel Newman (Université de Durham-2020) donne un total brut de 4178 recettes connues dont il faudrait retrancher les copies pour obtenir les recettes nettes publiées.
Cet ordre de grandeur donne l'ampleur de l'intérêt arabo-musulman pour la cuisine et la table. Al Andalus en représente presque le quart, l'Égypte 45 %. Il faut ajouter que, comme dans le monde latin, les traités de médecine et de botanique traitent de l'alimentation (épices, cuisson des viandes) et contiennent des recettes,, en premier lieu le Kitāb al-Adwiya al-Mufrada wa l-Aghdhiya Livre des  aliments et médicaments d'Isaac Israeli ben Salomon dès le  IXe siècle.
- IXe siècle, Bagdad, Kitab al-Tabikh de Ibrahim ibn al-Mahdî (40 conservées).
- Xe siècle, Bagdad, Kitab al-Tabikh de Ibn Sayyar al-Warraq (615).
- XIIIe siècle, Al-Andalus, Fudalat al-Khiwan de Ibn Razin al-Tuyibi (428).
- XIIIe siècle, Al-Andalus, Kitab al-Tabikh, Anonyme Andalou, livre et auteur (521, y compris les électuaires).
- XIIIe siècle, Bagdad, Kitab al-Tabikh de Muhammad bin Hasan al-Baghdadi  (161).
- XIIIe siècle, Le Caire, Kitab al Waslat, traditionnellement attribué à Ibn al-Adim (entre 635 et 700 selon les sources).
- XIVe siècle, Le Caire, Kanz al-fawāʾid Fi Tanwi' Al-Mawa'id, auteur inconnu (830).
- XVe siècle, Le Caire, Zahr al-ḥadīqa fī al-aṭʿima al-anīqa attribuée à Shihāb al-Dīn Aḥmad Ibn Mubārak Shāh (332).
- XVe siècle, Damas, Kitâb al-tibâkha, attribué à Ibn al-Mabrad ou Mubarrad (55 conservées).

Les pages consacrées à ces ouvrages donnent des extraits (recettes) traduits.

## Les cuisines extrême orientales et du nouveau monde

### Influences des cuisines situées à l'occident de la Chine sur la Chine et de la Chine sur l'Europe
Les aliments venus de l'étranger ont été adoptés dans l'Extrême-Orient par les Chinois avant la période de l'an 1000. Sans compter de nombreux fruitiers dont les agrumes, l'empire musulman qui va jusqu'à la Chine et commerce avec l'Orient apporte au Proche-orient et en Europe deux importantes innovations : la culture du riz et de la canne à sucre d'où est tiré le sucre blanc raffiné.
Pour les Européens (avant leurs grandes explorations migratoires de la Renaissance), les épices qui étaient récoltés-cultivés en Chine ont fait partie de la cuisine luxueuse, ils étaient diffusés de proche en proche sur le continent.

### Cuisine chinoise
Plusieurs textes, comme le Dongjing Meng Hua Lu (Rêves de Splendeur de la Capitale de l'Est), détaillent des menus de restaurants, de tavernes, ou de menus de banquets, de festivals, de carnavals. Les assaisonnements utilisés, tels que le poivre, le gingembre, la sauce soja, l'huile, le sel et le vinaigre, suggèrent que la cuisine de Hangzhou n'était pas trop différente de la cuisine chinoise d'aujourd'hui. D'autres assaisonnements et ingrédients supplémentaires comprennent des produits importés  depuis leur occident par les chinois, comme le sorgho, les olives ; le vin de raisin est délaissé pour le vin de riz. La cuisine chinoise des provinces est à la fois liée à la société très régulatrice, à la médecine chinoise et ses mandarins (fonctionnaires) et à la philosophie chinoise (qui est totalement séparée de la philosophie médiévale). La philosophie de la nutrition « douce » et spirituelle (cf. Yin et yang) est déjà codifiée par le Shennong bencao jing, un équivalent du Pharmakos
 occidental et africain qui ne porte pas la même éthique.

#### Les ustensiles et la philosophie de leur usage
Culinairement, les couteaux (qui sont connus dès la préhistoire comme « agressifs » — instrument de guerriers —) et la cuillère — en quelque sorte son inverse — sont utilisés presque de la même manière dans ces deux espaces de civilisation distincts, Chine et Europe.
La fourchette existe avant la fin du Moyen Âge en Europe pour prendre les aliments à la place des doigts dans les repas. Les fourchettes servaient à la cuisine depuis l'antiquité égyptienne puis romaine
.
En Europe les couteaux étaient portés à la bouche non seulement pour des morceaux piqués mais en apportant sur leur plat de la nourriture à la bouche du convive — ce qui a développé la palette (instrument de cuisine) —.
 
La fourchette est jugée dangereuse en Chine, un instrument non convivial.
L'assiette à la table du repas médiéval signifie service dans le sens non de « service de table » mais de « service à la personne ».
-->
Les baguettes ont servi tout autant d'un côté comme de l'autre à faire la cuisine. Cependant elles ont été exclusivement l'ustensile pour leurs repas des asiatiques
}
... Il est clair que l'usage du bol est mondial dans cette période des écuelles européennes ; avant la période suivante de la pratique de l'assiette (vaisselle).

### Cuisine indienne et pakistanaise
En Inde Ancienne, après le VIIe siècle on examinait le pouls, sous l'influence des Chinois...
La Pharmacopée indienne était abondante et variée. Le médecin Charaka Ier et IIe siècles av. J.-C. a recensé plus de cinq cents médicaments surtout d'origine végétale... Le Yoga apparait au IIe siècle. « Médicaments et incantations étaient employés concurremment. ».

### Cuisine sud-américaine

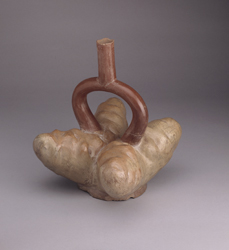
En Amérique les papas, les pommes de terre ont toujours eu des yeux... comme en Europe.

## Historiographie et sources
Les recherches sur les habitudes alimentaires au Moyen Âge ont été assez négligées jusque dans les années 1980. Les dernières décennies sont en revanche très actives d'abord pour les mondes byzantin et islamique puis chrétiens et européens,.
Les idées fausses et les erreurs grossières étaient courantes parmi les historiens refaisant l'imaginaire culturel local de la période du romantisme XIXe siècle avec la colonisation, la culture du café et du thé. Cette vision est toujours présentes dans la vision populaire d'un Moyen Âge primitif, attardé et barbare, en même temps véhiculé par l'art et l'histoire au XIXe siècle.
La cuisine médiévale était décrite comme peu appétissante, du fait des combinaisons inhabituelles de saveurs, d'un apparent manque de légumes et de l'emploi généreux des épices.
L'usage important des épices était souvent avancé pour soutenir l'idée qu'elles servaient à camoufler le goût de la viande avariée, une conclusion non soutenue par la réalité historique et les sources contemporaines.
La viande fraiche était disponible toute l'année pour ceux qui pouvaient se l'acheter. Les techniques de conservation de l'époque, bien que rudimentaires selon les standards modernes de l'hygiène passant par l'industrialisation, étaient parfaitement adéquates. Le prix astronomique et le prestige important des épices, et donc la réputation de l'hôte, auraient été gâchés si elles avaient été utilisées sur des nourritures de mauvaise qualité et mal préparées.
La méthode courante d'écraser et de broyer les ingrédients en pâtes, et les nombreux potages et sauces, a été utilisée comme argument pour affirmer que la plupart des adultes de la noblesse perdaient leurs dents à un âge précoce et étaient donc forcés de ne manger que des soupes et des viandes moulues. L'image de la noblesse forcée de ne manger que de la bouillie a existé avec la vision contradictoire d'une « foule de voyous grossiers (déguisés en nobles seigneurs) qui, lorsqu'ils ne sont pas en train de s'envoyer d'énormes rôtis de viande grasse à travers la salle de banquet, les dévorent avec un assortiment parfaitement sain d'incisives, de canines, de prémolaires et de molaires. ».
Les sources privilégient les repas d'exception, ceux des jours de fête ou ceux des élites ; néanmoins, afin d'étudier l'alimentation ordinaire, les historiens peuvent s'appuyer sur les rentes en nature exigées par les seigneurs ou encore sur les plaisanteries des nobles, des clercs et des bourgeois au sujet des habitudes alimentaires des ruraux. Dans le milieu citadin, l'alimentation ordinaire peut être approchée au travers des menus des hospices. Les documents de gestion seigneuriaux conservent la trace des dépenses effectuées pour nourrir les salariés agricoles ; les budgets alimentaires y sont consignés en trois catégories : vin, pain et companage (ce qui accompagne le pain et ce sont à l'époque les légumes en ce qu'ils ne sont pas considérés comme plantes fourragères pour alimenter le bétail). Dans ces documents le pain représente 64 % des dépenses, étant donné le prix relativement modeste du pain, il est possible de déduire qu'il est consommé en grandes quantités.

### Livres de recettes
L'usage de classer les sources écrites par la langue des auteurs ne doit pas cacher l'hétérogénéité des influences, par exemple l'éclectisme culinaire le Liber de coquina attribué à Théodore d'Antioche (XIIIe siècle, savant arabisant syrien au service de la cour de Sicile) : le paon ou l'oie sont rôtis à la broche, la graisse colorée au safran, et servis en sauce aigre douce au jus de citron sucré côtoie des recettes germaniques ou françaises (De brodio theutonico,.. ad modum gallicorum).

#### Cuisine des mondes latin et chrétien
Avant le XIIIe siècle, le seul livre de recettes disponible était un ouvrage du IVe siècle, intitulé De re coquinaria. La mise à l'écrit du savoir culinaire correspond à un moment où les cuisiniers devinrent des artisans reconnus au sein de la société. Les livres de cuisine comptent parmi les sources historiques les plus importantes pour la cuisine médiévale. Ces sources présentent cependant plusieurs limites : les livres de cuisine étaient centrés sur une cuisine faite pour les élites, ils n'ont pas conservé la mémoire de la cuisine populaire ; leur contenu était également assez sommaire : les étapes des recettes étaient indiquées mais les quantités d'ingrédients étaient rarement précisées et aucune mention n'était faite des temps de cuisson. S'ils décrivaient de véritables plats, les spécialistes considèrent qu'ils n'étaient pas utilisés comme les livres actuels, à la manière d'un guide détaillant chaque étape de la recette et que l'on garde près de soi. Peu de cuisiniers de l'époque auraient été capables de lire et les livres se seraient rapidement détériorés.
Les cuisiniers professionnels apprenaient leur métier sur le tas et par apprentissage, et ils devaient avancer le long de la stricte hiérarchie de la cuisine. Un cuisinier médiéval employé dans une grande résidence, un queux, devait planifier et préparer un repas sans l'aide de recettes ou d'instructions écrites. Du fait du bon état général des manuscrits survivants, il a été proposé par l'historienne Terence Scully qu'ils étaient des enregistrements par des scribes des pratiques du foyer destinés au propriétaire riche et instruit de la résidence, à la manière du Ménagier de Paris, de la fin du XIVe siècle. On connait aujourd'hui plus de 70 livres de recettes datant du Moyen Âge, rédigés dans plusieurs langues européennes. Ces livres étaient souvent rédigés par des anonymes en langue vernaculaire à l'image du Liber de coquina.

#### Cuisine et gastronomie en langue arabe
Marie Josèphe Moncorgé écrit : « Les livres de recettes sont en général mieux rédigés que les livres de cuisine occidentaux et comportent généralement une introduction, avec des indications de diététique ».
On peut ajouter qu'ils sont bien plus nombreux (10 à 13 sur 7 siècles, selon les sources). Enfin à la différence du monde latin et Chrétien ces livres ne sont pas écrits par des cuisiniers et leur scribes mais par des lettrés ou des compilateurs.

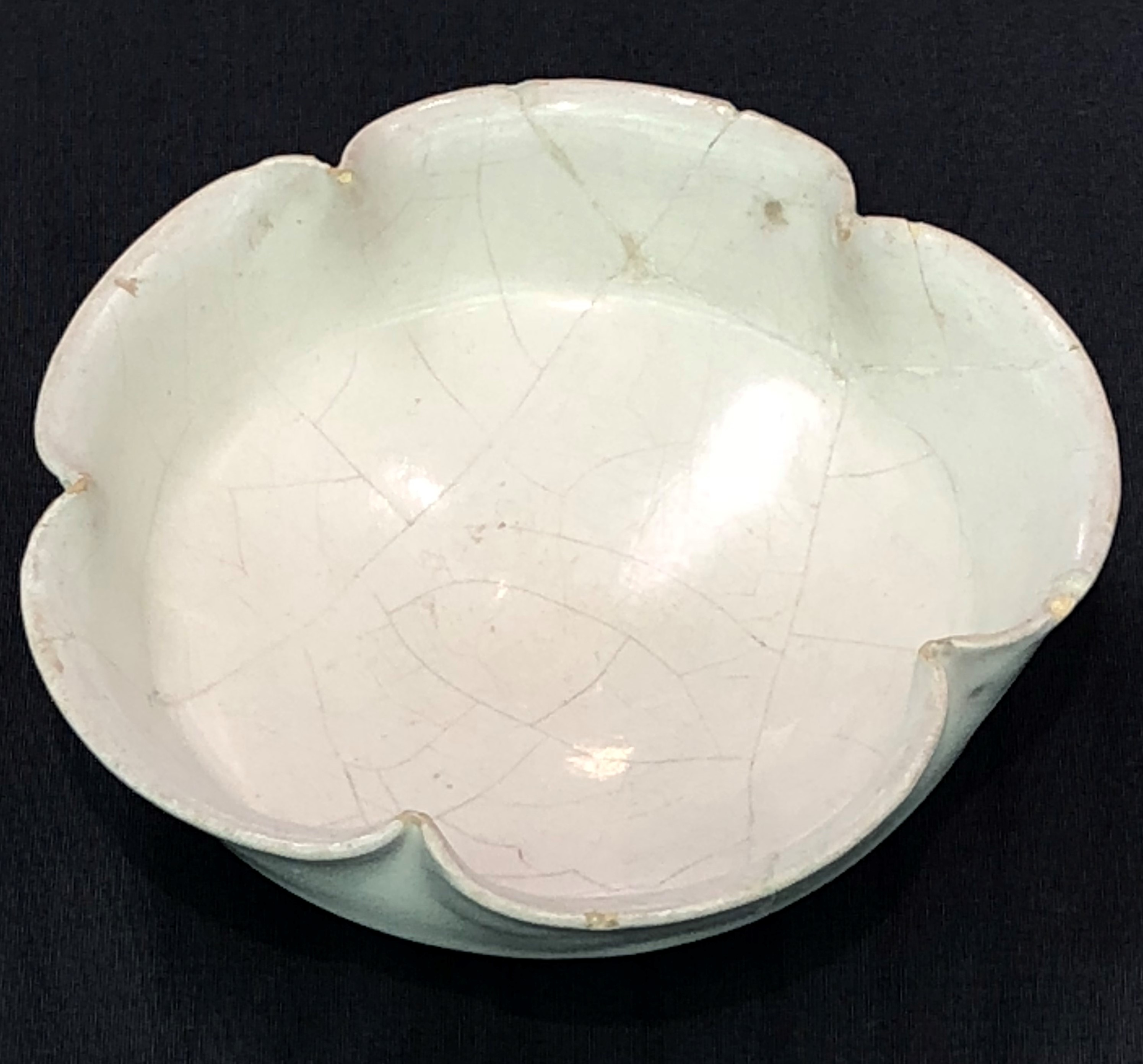
Vaisselle abbaside (IXe siècle) - Singapour.

Parmi les ouvrages publiés et traduits, le plus ancien est le Kitab al-Tabikh (livre de recettes) de Ibrahim ibn al-Mahdî (IXe siècle, Bagdad) qui donne une vue générale de la gastronomie des cours abbassides, cuisine sous forte influence perse et orientale. Cet ouvrage représente un sommet de raffinement, il est durablement cité et recopié dans la cuisine arabe. Le Kitab al-Tabikh d'Ibn Sayyar al-Warraq, volumineux ouvrage de 600 recettes écrit à Bagdad en 940 avec une description des manières de table, des ustensiles de cuisine est le plus ancien livre de cuisine arabe conservé. Il décrit la cuisine califale de l'aristocratie (aristocratie structurellement différente de l'aristocratie européenne par les pouvoirs transmissibles par lignée familiale) qui se passionnait pour la cuisine.
La seconde grande vague de la gastronomie et de l'art de la table est le XIIIe siècle, époque de brassage des traditions et de circulation des sources écrites. Deux livres donnent les recettes d'Al-Andalus, cuisine qui intègre des influences magrébines berbères, des pastorales aux plus aristocratiques : le Kitab al-Tabikh, de l'Anonyme Andalou dont il existe deux bonnes traductions en français et Fudalat al-Khiwan du murcien Ibn Razin al-Tuyibi. Le foyer le plus important de la littérature gastronomique du siècle est l'Égypte et l'Irak mamelouk: le Zitab al-Ṭabīkḫ est une compilation écrite à Bagdad en 1226 par Muhammad bin Hasan al-Baghdadi qui retourne aux sources de la cuisine califale de l'apogée abbasside, traduit en turc dès le XIIIe siècle il est un modèle de la cuisine ottomane, il est le premier livre de cuisine arabe publié en anglais (en 1934). Le Kanz al-fawāʾid Fi Tanwi' Al-Mawa'id, auteur inconnu, est un recueil de 830 recettes avec une abondante information sur les manières de table, les matières premières, etc. Le Kitab al Waslat traditionnellement attribué à Ibn al-Adim est une source de recettes et des eaux aromatiques utilisée à table ou en cuisine.
Enfin le Kitâb al-tibâkha, bref et sommaire, attribué au damascène Ibn al-Mabrad (ou Mubarrad) XVe siècle est le dernier manuscrit conservé avant l'époque moderne. En l'absence d'introduction et de commentaire, à la manière du Ménagier de Paris, on y voit l'influence ottomane : prédominance des recettes de viande, appauvrissement de l'usage des épices et des aromatiques.

#### Cuisine et gastronomie asiatique

##### Texte en chinois
Dans la conception globaliste des penseurs chinois, la cuisine est en lien avec la diététique et la santé. La bibliographie est vaste ; ne sont mentionnés ici que les ouvrages qui donnent à proprement parler des recettes de cuisine.

###### Dynastie Tang
Sous les Tang (618-907) Meng Shen 孟 诜 (621–713) écrit vers 686 le Shi liao bencao 食疗 本草 (Shíliáo běncǎo), important ouvrage complet de diététique qui traite de 227 aliments (propriétés, contre-indication, recettes), Shiliao_bencao qui va inspirer le Ishimpō (jap. 医心方, Ishinpō) plus ancien livre de médecine japonais (vers 990). Lu Yu écrit entre 760 et 780 la première monographie sur le thé (sa culture, la préparation, les instruments) le Classique du Thé 茶经 (chájīng) qui reste une référence jusqu'à nos jours.

###### Dynastie Song
La prospère dynastie Song (960-1279) avec l'expansion démographique et agricole (culture du riz en Chine centrale) voit une multiplication d'ouvrages concernant la nourriture, le vin, les manières de table les innovations comme la sauce soja dans le livre de Mme Wu 浦江吳氏中饋錄 Wushi Zhongkuilu (en), 29 livres ou extraits sont référencés avec des descriptions de la cuisine de la cour et ses usages. 本心 斋 疏 食谱, Benxinzhai shushipu (de) recettes végétariennes est un livre de recettes de légumes, céréales et fruits généralement attribué à Chen Ta Sou élève de Benxin Weng cité également comme auteur. A noter 疏 (shū) et (shi) 食 dans shūshí 疏 食 qui donne la moderne sùshí 素食, nourriture simple ou végétarienne. Riz gluant, racine de lotus des neiges, châtaigne à cuire, taro mijoté, etc. sont cuisinés avec raffinement. L'influence du bouddhisme végétarien a commencé avec les Tang (l'empereur Tang Wenzong avait interdit l'abattage du bétail). 笋 谱 Sǔnpǔ (de) est consacré au bambou sur le modèle du livre de Lu Yu avec les 13 façons de l'utiliser dans la cuisine. Le 山 家 清 供 Shanjia qinggong (de) de Lin Hong (林洪), Les recettes de l'Hermite de la montagne donne une centaine de plats - majoritairement végétariens, ni bœuf, ni mouton ou porc - et boissons. Il contient l'orange farcie au crabe (l'orange vidée de sa palpe est remplie de crabe, cuite à la vapeur avec du vin de riz, du vinaigre et de l'eau et mangée avec du vinaigre et du sel).
Le 糖霜 谱 Tangshuang pu (de) de Wang Zhuo (王 灼) (1154) ne donne pas de recette mais est la première monographie sur le sucre de canne. Le 蟹 略 Xielüe (de) de Gao Sisun (高 似 孙) monographie sur le crabe donne un trentain de recettes. Il fait partie des 東京 夢華 錄 (Dōngjīng mèng Huà lù) Dongjing Meng Hua Lu Notes au pinceau de Meng Yuanlao (entre 1090 et 1150) qui contiennent centaine de plats et collations, recette de restaurants de pâtes.

###### Dynastie Jin et Yuan
Sous les dynasties Jin (1115-1234) et Yuan (1271-1368) le remarquable Yinshan zhengyao Les justes principes du boire et du manger de Hu Sihui (qu'on peut suspecter d'être mongol, notamment avec 72 recettes sur 95 à base de chair de mouton) contient une partie intitulée Recueil de mets précieux et extraordinaires dont Françoise Sabban (1983) écrit qu'elle est «la réplique chinoise aux conceptions arabes, indiennes et européennes de la cuisine à cette époque», elle parle de «présentation rigoureuse et moderne» des recettes. Cet ouvrage met en évidence la place importante des pâtes alimentaires dans la haute cuisine chinoise, et liste les épices fines (qui se vendaient en mélanges) en usage : cannelle, galanga, poivre long, cardamome, ou muscade, zeste de mandarine, Amomum vilto- sum, badiane, fenouil, clavalier, amandes d'abricots, réglisse, bois de santal qui s'ajoutent aux épices courantes assa-foetida, galanga, safran, moutarde, basilic, curcuma, Amomum xanthioides, ail, aneth, mastic, camphre, fenugrec, nard, clou de girofle et d'eau de rose.

##### Textes indiens

###### L'Ayurveda
Les aliments et boissons (leur odeur, goût et texture) sont le combustible de notre feu interne, ils produisent l'énergie de l'esprit la force, agissent sur nos organes, ils doivent être correctement apprêtés et pris au risque d'être nocifs. Les textes des Védas dès les Samhitas ayurvédiques (vers 350) classent les aliments et donnent des recettes, ils développent un ensemble complexe de règles et de savoirs concernant les repas et les aliments. La cuisson du riz après trempage est réglée selon le dosage de la quantité d'eau (Manda, 14 vol pour 1 de riz, Yavugu 6 pour 1, Peya anna et vilepi 4 pour 1). Les soupes et bouillies sont nombreuses. Cette base mi-médecine, mi-techniques culinaires exerce une influence durable sur les cuisines indiennes et bouddhiques.
Manasollasa (1130) contient des recettes de cuisines souvent végétariennes et une cuisine basée sur la fermentation des céréales et des farines. Pakadarpana (1200) détaille les méthodes de cuisson, les préparations des boissons et des produits laitiers. L'influence des saisons sur la préparation des aliments, celles des épices et assaisonnement,.

#### Cuisine et gastronomie précolombienne
En l'absence de sources écrites, cette cuisine qui repose sur des savoir-faire agricoles avancés en Amérique du Sud et centrale est reconstituée à partir de sources multiples. Les textes laissés par Bernardino de Sahagún (1500-1590) permettent d'avoir une bonne idée de la cuisine aztèque. Cette cuisine qui ne connait pas la friture est construite autour du maïs, des haricots et la courge, elle est riche en épices et condiments dont le piment et les tomates dont la diffusion est de nos jours mondialisée. La cuisine andine inca et pré-incaïque est reconstituée à partir de sources indirecte, elle est intéressante par l'abondance des tubercules en particulier chez les habitants des hauts plateaux, parmi eux la pomme de terre et le quinoa eux aussi promis à un avenir mondialisé.